# Az Amerikai Egyesült Államok a 2022. évi téli olimpiai játékokon
Az Amerikai Egyesült Államok a kínai Pekingben megrendezett 2022. évi téli olimpiai játékok egyik részt vevő nemzete volt. Az országot az olimpián 15 sportágban 224 sportoló képviselte, akik összesen 25 érmet szereztek.

## Érmesek
| Érem  | Versenyző | Sportág        | Versenyszám                  |
| ----- | --- | -------------- | ---------------------------- |
| Arany | Kaillie Humphries | Bob            | Női mono                     |
| Arany | Erin Jackson | Gyorskorcsolya | Női 500 m                    |
| Arany | Nathan Chen | Műkorcsolya    | Férfi egyéni                 |
| Arany | Ashley Caldwell Christopher Lillis Justin Schoenefeld | Síakrobatika   | Vegyes ugrás                 |
| Arany | Alex Hall | Síakrobatika   | Férfi slopestyle             |
| Arany | Chloe Kim | Snowboard      | Női halfpipe                 |
| Arany | Lindsey Jacobellis | Snowboard      | Női snowboard cross          |
| Arany | Nick Baumgartner Lindsey Jacobellis | Snowboard      | Vegyes snowboard cross       |
| Ezüst | Ryan Cochran-Siegle | Alpesisí       | Férfi szuperóriás-műlesiklás |
| Ezüst | Elana Meyers Taylor | Bob            | Női mono                     |
| Ezüst | Nemzeti válogatott Cayla Barnes Megan Bozek Hannah Brandt Dani Cameranesi Alexandra Carpenter Alex Cavallini Jesse Compher Kendall Coyne Schofield Brianna Decker Jincy Dunne Savannah Harmon Caroline Harvey Nicole Hensley Megan Keller Amanda Kessel Hilary Knight Abbey Murphy Kelly Pannek Maddie Rooney Abby Roque Hayley Scamurra Lee Stecklein Grace Zumwinkle | Jégkorong      | Női torna                    |
| Ezüst | Evan Bates Karen Chen Nathan Chen Madison Chock Zachary Donohue Brandon Frazier Madison Hubbell Alexa Knierim Vincent Zhou | Műkorcsolya    | Csapatverseny                |
| Ezüst | Jaelin Kauf | Síakrobatika   | Női mogul                    |
| Ezüst | Colby Stevenson | Síakrobatika   | Férfi big air                |
| Ezüst | Nick Goepper | Síakrobatika   | Férfi slopestyle             |
| Ezüst | David Wise | Síakrobatika   | Férfi félcső                 |
| Ezüst | Jessie Diggins | Sífutás        | Női 30 km                    |
| Ezüst | Julia Marino | Snowboard      | Női slopestyle               |
| Bronz | Sylvia Hoffman Elana Meyers Taylor | Bob            | Női kettes                   |
| Bronz | Brittany Bowe | Gyorskorcsolya | Női 1000 m                   |
| Bronz | Ethan Cepuran Casey Dawson Emery Lehman Joey Mantia | Gyorskorcsolya | Férfi csapatverseny          |
| Bronz | Madison Hubbell Zachary Donohue | Műkorcsolya    | Jégtánc                      |
| Bronz | Megan Nick | Síakrobatika   | Női ugrás                    |
| Bronz | Alex Ferreira | Síakrobatika   | Férfi félcső                 |
| Bronz | Jessie Diggins | Sífutás        | Női egyéni sprint            |

## Alpesisí
Férfi
| Versenyző           | Versenyszám            | 1. futam      | 1. futam      | 2. futam | 2. futam | Összesítés | Összesítés               |
| Versenyző           | Versenyszám            | Idő           | Hely.         | Idő      | Hely.    | Idő        | Helyezés                 |
| ------------------- | ---------------------- | ------------- | ------------- | -------- | -------- | ---------- | ------------------------ |
| Bryce Bennett       | Lesiklás               |               |               |          |          | 1:44,25    | 19.                      |
| Bryce Bennett       | Szuperóriás-műlesiklás |               |               |          |          | 1:21,80    | 17.                      |
| Ryan Cochran-Siegle | Lesiklás               |               |               |          |          | 1:43,91    | 14.                      |
| Ryan Cochran-Siegle | Szuperóriás-műlesiklás |               |               |          |          | 1:19,98    | 2. helyezett, ezüstérmes |
| Ryan Cochran-Siegle | Óriás-műlesiklás       | nem ért célba | nem ért célba | kiesett  | kiesett  | kiesett    | kiesett                  |
| Tommy Ford          | Óriás-műlesiklás       | 1:05,07       | 19.           | 1:07,34  | 7.       | 2:12,41    | 12.                      |
| Travis Ganong       | Lesiklás               |               |               |          |          | 1:44,39    | 20.                      |
| Travis Ganong       | Szuperóriás-műlesiklás |               |               |          |          | 1:21,37    | 12.                      |
| River Radamus       | Szuperóriás-műlesiklás |               |               |          |          | 1:21,63    | 15.                      |
| River Radamus       | Óriás-műlesiklás       | 1:03,79       | 9.            | 1:07,16  | 5.       | 2:10,95    | 4.                       |
| Luke Winters        | Óriás-műlesiklás       | nem ért célba | nem ért célba | kiesett  | kiesett  | kiesett    | kiesett                  |
| Luke Winters        | Műlesiklás             | nem ért célba | nem ért célba | kiesett  | kiesett  | kiesett    | kiesett                  |

Női
| Versenyző        | Versenyszám            | 1. futam      | 1. futam      | 2. futam | 2. futam | Összesítés    | Összesítés    |
| Versenyző        | Versenyszám            | Idő           | Hely.         | Idő      | Hely.    | Idő           | Helyezés      |
| ---------------- | ---------------------- | ------------- | ------------- | -------- | -------- | ------------- | ------------- |
| Keely Cashman    | Lesiklás               |               |               |          |          | 1:34,13       | 17.           |
| Keely Cashman    | Szuperóriás-műlesiklás |               |               |          |          | 1:15,99       | 27.           |
| Katie Hensien    | Műlesiklás             | 55,43         | 31.           | 53,88    | 23.      | 1:49,31       | 26.           |
| AJ Hurt          | Óriás-műlesiklás       | nem ért célba | nem ért célba | kiesett  | kiesett  | kiesett       | kiesett       |
| AJ Hurt          | Műlesiklás             | 56,68         | 40.           | 55,51    | 34.      | 1:52,19       | 34.           |
| Paula Moltzan    | Óriás-műlesiklás       | 59,57         | 17.           | 58,50    | 12.      | 1:58,07       | =12.          |
| Paula Moltzan    | Műlesiklás             | 52,79         | 6.            | 53,39    | 20.      | 1:46,18       | 8.            |
| Nina O’Brien     | Óriás-műlesiklás       | 58,61         | 6.            | kizárták | kizárták | kiesett       | kiesett       |
| Mikaela Shiffrin | Lesiklás               |               |               |          |          | 1:34,36       | 18.           |
| Mikaela Shiffrin | Szuperóriás-műlesiklás |               |               |          |          | 1:14,30       | 9.            |
| Mikaela Shiffrin | Óriás-műlesiklás       | nem ért célba | nem ért célba | kiesett  | kiesett  | kiesett       | kiesett       |
| Mikaela Shiffrin | Műlesiklás             | nem ért célba | nem ért célba | kiesett  | kiesett  | kiesett       | kiesett       |
| Jacqueline Wiles | Lesiklás               |               |               |          |          | 1:34,60       | 21.           |
| Alix Wilkinson   | Lesiklás               |               |               |          |          | nem ért célba | nem ért célba |
| Alix Wilkinson   | Szuperóriás-műlesiklás |               |               |          |          | nem ért célba | nem ért célba |
| Isabella Wright  | Szuperóriás-műlesiklás |               |               |          |          | 1:15,37       | 21.           |

| Keely Cashman    | Összetett | 1:33,09 | 7.   | nem ért célba | nem ért célba | kiesett | kiesett | kiesett | kiesett |
| Tricia Mangan    | Összetett | 1:35,89 | =20. | 57,05         | =8.           | 2:32,94 | 11.     |         |         |
| Mikaela Shiffrin | Összetett | 1:32,98 | 5.   | nem ért célba | nem ért célba | kiesett | kiesett | kiesett | kiesett |
| Isabella Wright  | Összetett | 1:33,72 | 15.  | nem ért célba | nem ért célba | kiesett | kiesett | kiesett | kiesett |

Vegyes
| Versenyző                                               | Versenyszám | Nyolcaddöntő             | Negyeddöntő                | Elődöntő                  | Döntő                                             | Helyezés |
| Versenyző                                               | Versenyszám | Ellenfél Eredmény        | Ellenfél Eredmény          | Ellenfél Eredmény         | Ellenfél Eredmény                                 | Helyezés |
| ------------------------------------------------------- | ----------- | ------------------------ | -------------------------- | ------------------------- | ------------------------------------------------- | -------- |
| Tommy Ford Paula Moltzan River Radamus Mikaela Shiffrin | Vegyes      | Szlovákia (SVK) · Gy 3–1 | Olaszország (ITA) · Gy 3–1 | Németország (GER) · V 1–3 | Bronzmérkőzés · Norvégia (NOR) · V 2–2* · (+0,42) | 4.       |

## Biatlon
Férfi
| Versenyző                                           | Versenyszám            | Időeredmény | Lövőhiba    | Helyezés |
| --------------------------------------------------- | ---------------------- | ----------- | ----------- | -------- |
| Jake Brown                                          | 10 km sprint           | 26:04,7     | 2 (0+2)     | 36.      |
| Jake Brown                                          | 12,5 km üldözőverseny  | 45:14,1     | 6 (3+1+2+0) | 40.      |
| Jake Brown                                          | 20 km egyéni indításos | 52:45,4     | 2 (0+0+2+0) | 28.      |
| Sean Doherty                                        | 10 km sprint           | 26:35,2     | 4 (1+3)     | 47.      |
| Sean Doherty                                        | 12,5 km üldözőverseny  | 45:38,8     | 7 (1+1+3+2) | 43.      |
| Sean Doherty                                        | 20 km egyéni indításos | 53:55,8     | 4 (1+1+1+1) | 42.      |
| Leif Nordgren                                       | 10 km sprint           | 27:31,8     | 3 (0+3)     | 83.      |
| Leif Nordgren                                       | 20 km egyéni indításos | 59:29,8     | 7 (2+2+1+2) | 87.      |
| Paul Schommer                                       | 10 km sprint           | 27:13,3     | 4 (1+3)     | 74.      |
| Paul Schommer                                       | 20 km egyéni indításos | 53:27,6     | 3 (0+1+0+2) | 35.      |
| Jake Brown Sean Doherty Leif Nordgren Paul Schommer | 4 × 7,5 km váltó       | 1:25:33,0   | 3+13        | 13.      |

Női
| Versenyző                                         | Versenyszám            | Időeredmény | Lövőhiba    | Helyezés |
| ------------------------------------------------- | ---------------------- | ----------- | ----------- | -------- |
| Susan Dunklee                                     | 7,5 km sprint          | 22:39,5     | 0 (0+0)     | 27.      |
| Susan Dunklee                                     | 10 km üldözőverseny    | 40:18,9     | 3 (0+0+2+1) | 40.      |
| Susan Dunklee                                     | 15 km egyéni indításos | 51:46,0     | 4 (1+1+0+2) | 63.      |
| Clare Egan                                        | 7,5 km sprint          | 23:16,4     | 3 (1+2)     | 46.      |
| Clare Egan                                        | 10 km üldözőverseny    | 40:17,0     | 4 (0+0+2+2) | 38.      |
| Clare Egan                                        | 15 km egyéni indításos | 49:08,9     | 5 (1+0+3+1) | 39.      |
| Deedra Irwin                                      | 7,5 km sprint          | 23:10,1     | 2 (0+2)     | 37.      |
| Deedra Irwin                                      | 10 km üldözőverseny    | 41:01,0     | 4 (0+0+1+3) | 47.      |
| Deedra Irwin                                      | 15 km egyéni indításos | 45:14,1     | 1 (0+0+0+1) | 7.       |
| Deedra Irwin                                      | 12,5 km tömegrajtos    | 43:42,1     | 5 (1+3+1+1) | 23.      |
| Joanne Reid                                       | 7,5 km sprint          | 22:54,9     | 2 (0+2)     | 34.      |
| Joanne Reid                                       | 10 km üldözőverseny    | 39:06,7     | 3 (0+0+0+3) | 29.      |
| Joanne Reid                                       | 15 km egyéni indításos | 51:06,3     | 5 (0+3+0+2) | 57.      |
| Susan Dunklee Clare Egan Deedra Irwin Joanne Reid | 4 × 6 km váltó         | 1:15:51,3   | 2+9         | 11.      |

Vegyes
| Versenyző                                           | Versenyszám  | Időeredmény | Lövőhiba | Helyezés |
| --------------------------------------------------- | ------------ | ----------- | -------- | -------- |
| Sean Doherty Susan Dunklee Clare Egan Paul Schommer | Vegyes váltó | 1:08:58,3   | 1+12     | 7.       |

## Bob
Férfi
| Versenyző                                                  | Versenyszám | 1. futam | 1. futam | 2. futam | 2. futam | 3. futam | 3. futam | 4. futam | 4. futam | Összesítés | Összesítés |
| Versenyző                                                  | Versenyszám | Idő      | Hely.    | Idő      | Hely.    | Idő      | Hely.    | Idő      | Hely.    | Idő        | Helyezés   |
| ---------------------------------------------------------- | ----------- | -------- | -------- | -------- | -------- | -------- | -------- | -------- | -------- | ---------- | ---------- |
| Hunter Church* Josh Williamson                             | Kettes      | 1:00,38  | 25.      | 1:01,40  | 30.      | 1:00,53  | 25.      | kiesett  | kiesett  | 3:02,31    | 27.        |
| Hakeem Abdul-Saboor Frank Del Duca*                        | Kettes      | 59,87    | 13.      | 1:00,22  | 15.      | 59,86    | 11.      | 1:00,15  | 12.      | 4:00,10    | 13.        |
| Hunter Church* Jimmy Reed Charlie Volker Josh Williamson   | Négyes      | 58,91    | 11.      | 59,70    | 19.      | 58,96    | 8.       | 59,49    | 13.      | 3:57,06    | 10.        |
| Hakeem Abdul-Saboor Frank Del Duca* Kris Horn Carlo Valdes | Négyes      | 59,26    | 14.      | 59,56    | 15.      | 59,39    | 17.      | 59,44    | 9.       | 3:57,65    | =13.       |

Női
| Versenyző                           | Versenyszám | 1. futam | 1. futam | 2. futam | 2. futam | 3. futam | 3. futam | 4. futam | 4. futam | Összesítés | Összesítés               |
| Versenyző                           | Versenyszám | Idő      | Hely.    | Idő      | Hely.    | Idő      | Hely.    | Idő      | Hely.    | Idő        | Helyezés                 |
| ----------------------------------- | ----------- | -------- | -------- | -------- | -------- | -------- | -------- | -------- | -------- | ---------- | ------------------------ |
| Kaillie Humphries                   | Mono        | 1:04,44  | 1.       | 1:04,66  | 1.       | 1:04,87  | 1.       | 1:05,30  | 3.       | 4:19,27    | 1. helyezett, aranyérmes |
| Elana Meyers Taylor                 | Mono        | 1:05,12  | 3.       | 1:05,30  | 3.       | 1:05,28  | 3.       | 1:05,11  | 1.       | 4:20.81    | 2. helyezett, ezüstérmes |
| Kaillie Humphries* Kaysha Love      | Kettes      | 1:01,41  | 4.       | 1:01,97  | 9.       | 1:01,75  | 6.       | 1:01,91  | 8.       | 4:07,04    | 7.                       |
| Sylvia Hoffman Elana Meyers Taylor* | Kettes      | 1:01,26  | 3.       | 1:01,53  | 3.       | 1:01,13  | 3.       | 1:01,56  | 3.       | 4:05,48    | 3. helyezett, bronzérmes |

* – a bob vezetője

## Curling

### Férfi
- John Shuster
- Chris Plys
- Matt Hamilton
- John Landsteiner
- Colin Hufman

Csoportkör
| Nemzet                                 | Skip            | Gy | V | Gy–V     | P+ | P- | Gy end | V end | Üres endek | Rabolt endek | Lökés % | DSC   |
| -------------------------------------- | --------------- | -- | - | -------- | -- | -- | ------ | ----- | ---------- | ------------ | ------- | ----- |
| Nagy-Britannia                         | Bruce Mouat     | 8  | 1 | –        | 63 | 44 | 39     | 31    | 5          | 10           | 88%     | 18,81 |
| Svédország                             | Niklas Edin     | 7  | 2 | –        | 64 | 44 | 43     | 30    | 10         | 11           | 86%     | 14,02 |
| Kanada                                 | Brad Gushue     | 5  | 4 | 1–0      | 58 | 50 | 34     | 38    | 7          | 7            | 84%     | 26,49 |
| Egyesült Államok                       | John Shuster    | 5  | 4 | 0–1      | 56 | 61 | 35     | 41    | 4          | 5            | 83%     | 32,29 |
| Kína                                   | Ma Xiuyue       | 4  | 5 | 2–1; 1–0 | 59 | 62 | 39     | 36    | 6          | 4            | 85%     | 23,55 |
| Norvégia                               | Steffen Walstad | 4  | 5 | 2–1; 0–1 | 58 | 53 | 40     | 36    | 0          | 11           | 84%     | 20,96 |
| Svájc                                  | Peter de Cruz   | 4  | 5 | 1–2; 1–0 | 51 | 54 | 33     | 38    | 13         | 3            | 84%     | 15,74 |
| Az Orosz Olimpiai Bizottság versenyzői | Szergej Gluhov  | 4  | 5 | 1–2; 0–1 | 58 | 58 | 33     | 38    | 6          | 6            | 81%     | 33,72 |
| Olaszország                            | Joël Retornaz   | 3  | 6 | –        | 59 | 65 | 36     | 35    | 3          | 8            | 82%     | 30,76 |
| Dánia                                  | Mikkel Krause   | 1  | 8 | –        | 36 | 71 | 30     | 39    | 3          | 2            | 78%     | 32,84 |

1. forduló, február 9., 20:05 (13:05)
| Sheet B                                         | 1 | 2 | 3 | 4 | 5 | 6 | 7 | 8 | 9 | 10 | 11 | VE |
| Egyesült Államok (Shuster)                      | 1 | 0 | 0 | 0 | 1 | 1 | 0 | 2 | 0 | 0  | 1  | 6  |
| Az Orosz Olimpiai Bizottság versenyzői (Gluhov) | 0 | 0 | 1 | 2 | 0 | 0 | 1 | 0 | 0 | 1  | 0  | 5  |

2. forduló, február 10., 14:05 (7:05)
| Sheet A                    | 1 | 2 | 3 | 4 | 5 | 6 | 7 | 8 | 9 | 10 | VE |
| Egyesült Államok (Shuster) | 1 | 0 | 1 | 0 | 0 | 2 | 0 | 0 | 0 | X  | 4  |
| Svédország (Edin)          | 0 | 2 | 0 | 2 | 1 | 0 | 1 | 1 | 0 | X  | 7  |

3. forduló, február 11., 9:05 (2:05)
| Sheet B                    | 1 | 2 | 3 | 4 | 5 | 6 | 7 | 8 | 9 | 10 | VE |
| Nagy-Britannia (Mouat)     | 0 | 0 | 2 | 0 | 2 | 2 | 0 | 1 | 0 | X  | 7  |
| Egyesült Államok (Shuster) | 0 | 2 | 0 | 3 | 0 | 0 | 2 | 0 | 2 | X  | 9  |

5. forduló, február 12., 14:05 (7:05)
| Sheet D                    | 1 | 2 | 3 | 4 | 5 | 6 | 7 | 8 | 9 | 10 | VE |
| Egyesült Államok (Shuster) | 0 | 2 | 0 | 1 | 0 | 0 | 2 | 0 | 0 | 1  | 6  |
| Norvégia (Walstad)         | 1 | 0 | 1 | 0 | 2 | 2 | 0 | 1 | 0 | 0  | 7  |

6. forduló, február 13., 9:05 (2:05)
| Sheet C                    | 1 | 2 | 3 | 4 | 5 | 6 | 7 | 8 | 9 | 10 | VE |
| Egyesült Államok (Shuster) | 0 | 0 | 1 | 0 | 0 | 3 | 0 | 1 | 0 | X  | 5  |
| Kanada (Gushue)            | 1 | 4 | 0 | 1 | 1 | 0 | 1 | 0 | 2 | X  | 10 |

7. forduló, február 13., 20:05 (13:05)
| Sheet D                    | 1 | 2 | 3 | 4 | 5 | 6 | 7 | 8 | 9 | 10 | VE |
| Kína (Ma)                  | 1 | 0 | 1 | 0 | 1 | 0 | 0 | 2 | 1 | 0  | 6  |
| Egyesült Államok (Shuster) | 0 | 2 | 0 | 3 | 0 | 2 | 0 | 0 | 0 | 1  | 8  |

9. forduló, február 15., 9:05 (2:05)
| Sheet C                    | 1 | 2 | 3 | 4 | 5 | 6 | 7 | 8 | 9 | 10 | VE |
| Svájc (de Cruz)            | 1 | 0 | 0 | 1 | 0 | 2 | 0 | 0 | 0 | X  | 4  |
| Egyesült Államok (Shuster) | 0 | 2 | 0 | 0 | 1 | 0 | 2 | 1 | 1 | X  | 7  |

10. forduló, február 15., 20:05 (13:05)
| Sheet B                    | 1 | 2 | 3 | 4 | 5 | 6 | 7 | 8 | 9 | 10 | VE |
| Olaszország (Retornaz)     | 1 | 0 | 2 | 0 | 2 | 0 | 1 | 4 | X | X  | 10 |
| Egyesült Államok (Shuster) | 0 | 2 | 0 | 1 | 0 | 1 | 0 | 0 | X | X  | 4  |

12. forduló, február 17., 9:05 (2:05)
| Sheet A                    | 1 | 2 | 3 | 4 | 5 | 6 | 7 | 8 | 9 | 10 | VE |
| Dánia (Krause)             | 1 | 1 | 0 | 0 | 1 | 0 | 0 | 0 | 2 | X  | 5  |
| Egyesült Államok (Shuster) | 0 | 0 | 2 | 3 | 0 | 0 | 1 | 1 | 0 | X  | 7  |

Elődöntő, február 17., 20:05 (13:05)
| Sheet C                    | 1 | 2 | 3 | 4 | 5 | 6 | 7 | 8 | 9 | 10 | VE |
| Nagy-Britannia (Mouat)     | 0 | 0 | 3 | 0 | 2 | 0 | 0 | 0 | 1 | 2  | 8  |
| Egyesült Államok (Shuster) | 0 | 2 | 0 | 2 | 0 | 0 | 0 | 0 | 0 | 0  | 4  |

Bronzmérkőzés, február 18., 14:05 (7:05)
| Sheet B                | 1 | 2 | 3 | 4 | 5 | 6 | 7 | 8 | 9 | 10 | 11 | VE |
| Nagy-Britannia (Mouat) | 1 | 0 | 0 | 1 | 0 | 0 | 1 | 0 | 0 | 1  | 0  | 4  |
| Svédország (Edin)      | 0 | 2 | 1 | 0 | 0 | 0 | 0 | 1 | 0 | 0  | 1  | 5  |

| Csapat           | Helyezés |
| ---------------- | -------- |
| Egyesült Államok | 4.       |

### Női
- Tabitha Peterson
- Nina Roth
- Becca Hamilton
- Tara Peterson
- Aileen Geving

Csoportkör
| Nemzet                                 | Skip              | Gy | V | Gy–V | P+ | P- | Gy end | V end | Üres endek | Rabolt endek | Lökés % | DSC   |
| -------------------------------------- | ----------------- | -- | - | ---- | -- | -- | ------ | ----- | ---------- | ------------ | ------- | ----- |
| Svájc                                  | Silvana Tirinzoni | 8  | 1 | –    | 67 | 46 | 44     | 36    | 4          | 12           | 81,6%   | 19,14 |
| Svédország                             | Anna Hasselborg   | 7  | 2 | –    | 64 | 49 | 39     | 35    | 6          | 12           | 82,0%   | 25,02 |
| Nagy-Britannia                         | Eve Muirhead      | 5  | 4 | 1–1  | 63 | 47 | 39     | 33    | 4          | 9            | 80,6%   | 35,27 |
| Japán                                  | Satsuki Fujisawa  | 5  | 4 | 1–1  | 64 | 62 | 40     | 36    | 2          | 13           | 82,3%   | 36,00 |
| Kanada                                 | Jennifer Jones    | 5  | 4 | 1–1  | 71 | 59 | 42     | 41    | 1          | 14           | 80,4%   | 45,44 |
| Egyesült Államok                       | Tabitha Peterson  | 4  | 5 | 2–0  | 60 | 64 | 40     | 39    | 2          | 12           | 79,5%   | 33,87 |
| Kína                                   | Han Yu            | 4  | 5 | 1–1  | 56 | 67 | 38     | 41    | 3          | 10           | 79,6%   | 30,06 |
| Dél-Korea                              | Kim Eun-jung      | 4  | 5 | 0–2  | 62 | 66 | 40     | 42    | 3          | 10           | 80,8%   | 27,79 |
| Dánia                                  | Madeleine Dupont  | 2  | 7 | –    | 50 | 68 | 33     | 41    | 7          | 0            | 77,2%   | 23,36 |
| Az Orosz Olimpiai Bizottság versenyzői | Alina Kovaljova   | 1  | 8 | –    | 50 | 79 | 34     | 45    | 2          | 7            | 78,9%   | 29,34 |

1. forduló, február 10., 9:05 (2:05)
| Sheet D                                            | 1 | 2 | 3 | 4 | 5 | 6 | 7 | 8 | 9 | 10 | VE |
| Az Orosz Olimpiai Bizottság versenyzői (Kovaljova) | 0 | 1 | 0 | 0 | 0 | 2 | 0 | X | X | X  | 3  |
| Egyesült Államok (Peterson)                        | 2 | 0 | 1 | 1 | 2 | 0 | 3 | X | X | X  | 9  |

2. forduló, február 10., 20:05 (13:05)
| Sheet C                     | 1 | 2 | 3 | 4 | 5 | 6 | 7 | 8 | 9 | 10 | VE |
| Egyesült Államok (Peterson) | 1 | 0 | 2 | 0 | 0 | 1 | 0 | 2 | 0 | 1  | 7  |
| Dánia (Dupont)              | 0 | 1 | 0 | 2 | 0 | 0 | 1 | 0 | 1 | 0  | 5  |

3. forduló, február 11., 14:05 (7:05)
| Sheet A                     | 1 | 2 | 3 | 4 | 5 | 6 | 7 | 8 | 9 | 10 | VE |
| Egyesült Államok (Peterson) | 2 | 0 | 1 | 1 | 1 | 1 | 0 | 2 | 0 | X  | 8  |
| Kína (Han)                  | 0 | 1 | 0 | 0 | 0 | 0 | 2 | 0 | 1 | X  | 4  |

5. forduló, február 12., 20:05 (13:05)
| Sheet C                     | 1 | 2 | 3 | 4 | 5 | 6 | 7 | 8 | 9 | 10 | VE |
| Nagy-Britannia (Muirhead)   | 2 | 2 | 0 | 0 | 1 | 0 | 2 | 0 | 3 | X  | 10 |
| Egyesült Államok (Peterson) | 0 | 0 | 0 | 2 | 0 | 2 | 0 | 1 | 0 | X  | 5  |

6. forduló, február 13., 14:05 (7:05)
| Sheet B                     | 1 | 2 | 3 | 4 | 5 | 6 | 7 | 8 | 9 | 10 | VE |
| Egyesült Államok (Peterson) | 0 | 0 | 2 | 1 | 0 | 0 | 1 | 0 | 0 | X  | 4  |
| Svédország (Hasselborg)     | 0 | 2 | 0 | 0 | 1 | 2 | 0 | 2 | 3 | X  | 10 |

7. forduló, február 14., 9:05 (2:05)
| Sheet D                     | 1 | 2 | 3 | 4 | 5 | 6 | 7 | 8 | 9 | 10 | VE |
| Egyesült Államok (Peterson) | 0 | 0 | 1 | 0 | 1 | 3 | 0 | 2 | 0 | 1  | 8  |
| Dél-Korea (Kim)             | 0 | 1 | 0 | 1 | 0 | 0 | 2 | 0 | 2 | 0  | 6  |

9. forduló, február 15., 14:05 (7:05)
| Sheet C                     | 1 | 2 | 3 | 4 | 5 | 6 | 7 | 8 | 9 | 10 | VE |
| Egyesült Államok (Peterson) | 1 | 0 | 1 | 1 | 0 | 1 | 0 | 2 | 0 | 0  | 6  |
| Svájc (Tirinzoni)           | 0 | 2 | 0 | 0 | 1 | 0 | 1 | 0 | 4 | 1  | 9  |

10. forduló, február 16., 9:05 (2:05)
| Sheet A                     | 1 | 2 | 3 | 4 | 5 | 6 | 7 | 8 | 9 | 10 | VE |
| Kanada (Jones)              | 0 | 2 | 2 | 0 | 0 | 1 | 1 | 0 | 0 | 1  | 7  |
| Egyesült Államok (Peterson) | 1 | 0 | 0 | 1 | 1 | 0 | 0 | 2 | 1 | 0  | 6  |

11. forduló, február 16., 20:05 (13:05)
| Sheet B                     | 1 | 2 | 3 | 4 | 5 | 6 | 7 | 8 | 9 | 10 | VE |
| Japán (Fudzsiszava)         | 1 | 3 | 0 | 2 | 0 | 1 | 0 | 2 | 1 | X  | 10 |
| Egyesült Államok (Peterson) | 0 | 0 | 2 | 0 | 1 | 0 | 4 | 0 | 0 | X  | 7  |

| Csapat           | Helyezés |
| ---------------- | -------- |
| Egyesült Államok | 6.       |

### Vegyes páros
- Vicky Persinger
- Chris Plys

Csoportkör
| Nemzet                 | Név                                   | Gy | V | Gy–V | P+ | P- | Gy end | V end | Üres endek | Rabolt endek | Lökés % | DSC   |
| ---------------------- | ------------------------------------- | -- | - | ---- | -- | -- | ------ | ----- | ---------- | ------------ | ------- | ----- |
| Olaszország (ITA)      | Stefania Constantini / Amos Mosaner   | 9  | 0 | –    | 79 | 48 | 43     | 28    | 0          | 17           | 79%     | 25,34 |
| Norvégia (NOR)         | Kristin Skaslien / Magnus Nedregotten | 6  | 3 | 1–0  | 68 | 50 | 40     | 28    | 0          | 15           | 82%     | 24,48 |
| Nagy-Britannia (GBR)   | Jennifer Dodds / Bruce Mouat          | 6  | 3 | 0–1  | 60 | 50 | 38     | 33    | 0          | 12           | 79%     | 22,48 |
| Svédország (SWE)       | Almida de Val / Oskar Eriksson        | 5  | 4 | 1–0  | 55 | 54 | 35     | 33    | 0          | 10           | 76%     | 21,77 |
| Kanada (CAN)           | Rachel Homan / John Morris            | 5  | 4 | 0–1  | 57 | 54 | 33     | 39    | 0          | 8            | 78%     | 53,73 |
| Csehország (CZE)       | Zuzana Paulová / Tomáš Paul           | 4  | 5 | –    | 50 | 65 | 29     | 39    | 1          | 7            | 75%     | 33,41 |
| Svájc (SUI)            | Jenny Perret / Martin Rios            | 3  | 6 | 1–0  | 55 | 58 | 32     | 39    | 0          | 6            | 73%     | 39,04 |
| Egyesült Államok (USA) | Vicky Persinger / Chris Plys          | 3  | 6 | 0–1  | 50 | 67 | 34     | 36    | 0          | 9            | 74%     | 27,29 |
| Kína (CHN)             | Fan Suyuan / Ling Zhi                 | 2  | 7 | 1–0  | 51 | 64 | 34     | 36    | 0          | 7            | 74%     | 17,81 |
| Ausztrália (AUS)       | Tahli Gill / Dean Hewitt              | 2  | 7 | 0–1  | 52 | 67 | 31     | 38    | 1          | 8            | 72%     | 50,51 |

1. forduló, február 2., 20:05 (13:05)
| Sheet B            | Sheet B                             | 1 | 2 | 3 | 4 | 5 | 6 | 7 | 8 | VE |
| 1. end utolsó köve | Ausztrália (Gill / Hewitt)          | 1 | 0 | 1 | 0 | 0 | 3 | 0 | 0 | 5  |
|                    | Egyesült Államok (Persinger / Plys) | 0 | 1 | 0 | 1 | 1 | 0 | 2 | 1 | 6  |

2. forduló, február 3., 9:05 (2:05)
| Sheet C            | Sheet C                             | 1 | 2 | 3 | 4 | 5 | 6 | 7 | 8 | VE |
| 1. end utolsó köve | Egyesült Államok (Persinger / Plys) | 1 | 0 | 0 | 1 | 1 | 1 | 0 | 0 | 4  |
|                    | Olaszország (Constantini / Mosaner) | 0 | 4 | 1 | 0 | 0 | 0 | 1 | 2 | 8  |

3. forduló, február 3., 14:05 (7:05)
| Sheet B            | Sheet B                             | 1 | 2 | 3 | 4 | 5 | 6 | 7 | 8 | VE |
| 1. end utolsó köve | Egyesült Államok (Persinger / Plys) | 1 | 0 | 2 | 0 | 3 | 0 | 0 | 0 | 6  |
|                    | Norvégia (Skaslien / Nedregotten)   | 0 | 1 | 0 | 2 | 0 | 3 | 3 | 2 | 11 |

6. forduló, február 4., 13:35 (6:35)
| Sheet D            | Sheet D                             | 1 | 2 | 3 | 4 | 5 | 6 | 7 | 8 | 9 | VE |
| 1. end utolsó köve | Svédország (de Val / Eriksson)      | 1 | 0 | 1 | 0 | 0 | 3 | 0 | 2 | 0 | 7  |
|                    | Egyesült Államok (Persinger / Plys) | 0 | 1 | 0 | 1 | 2 | 0 | 3 | 0 | 1 | 8  |

8. forduló, február 5., 14:05 (7:05)
| Sheet A            | Sheet A                             | 1 | 2 | 3 | 4 | 5 | 6 | 7 | 8 | VE |
|                    | Kína (Fan / Ling)                   | 0 | 1 | 0 | 2 | 0 | 2 | 0 | X | 5  |
| 1. end utolsó köve | Egyesült Államok (Persinger / Plys) | 2 | 0 | 1 | 0 | 3 | 0 | 1 | X | 7  |

9. forduló, február 5., 20:05 (13:05)
| Sheet D            | Sheet D                             | 1 | 2 | 3 | 4 | 5 | 6 | 7 | 8 | VE |
| 1. end utolsó köve | Egyesült Államok (Persinger / Plys) | 1 | 0 | 1 | 0 | 0 | 0 | 0 | X | 2  |
|                    | Kanada (Homan / Morris)             | 0 | 1 | 0 | 1 | 1 | 1 | 3 | X | 7  |

10. forduló, február 6., 9:05 (2:05)
| Sheet A            | Sheet A                             | 1 | 2 | 3 | 4 | 5 | 6 | 7 | 8 | VE |
|                    | Egyesült Államok (Persinger / Plys) | 1 | 0 | 3 | 0 | 3 | 0 | 1 | 0 | 8  |
| 1. end utolsó köve | Csehország (Paulová / Paul)         | 0 | 3 | 0 | 4 | 0 | 0 | 0 | 3 | 10 |

12. forduló, február 6., 20:05 (13:05)
| Sheet C            | Sheet C                             | 1 | 2 | 3 | 4 | 5 | 6 | 7 | 8 | VE |
| 1. end utolsó köve | Svájc (Perret / Rios)               | 3 | 0 | 0 | 1 | 0 | 1 | 0 | 1 | 6  |
|                    | Egyesült Államok (Persinger / Plys) | 0 | 1 | 1 | 0 | 1 | 0 | 2 | 0 | 5  |

13. forduló, február 7., 9:05 (2:05)
| Sheet C            | Sheet C                             | 1 | 2 | 3 | 4 | 5 | 6 | 7 | 8 | VE |
| 1. end utolsó köve | Egyesült Államok (Persinger / Plys) | 0 | 1 | 0 | 0 | 2 | 1 | 0 | 0 | 4  |
|                    | Nagy-Britannia (Dodds / Mouat)      | 3 | 0 | 1 | 1 | 0 | 0 | 1 | 2 | 8  |

| Csapat           | Helyezés |
| ---------------- | -------- |
| Egyesült Államok | 8.       |

## Északi összetett
| Versenyző                                            | Versenyszám        | Síugrás | Síugrás | Síugrás | Síugrás    | Sífutás | Sífutás | Összesítés | Összesítés |
| Versenyző                                            | Versenyszám        | Táv     | Pont    | Hely.   | Időhátrány | Idő     | Hely.   | Idő        | Helyezés   |
| ---------------------------------------------------- | ------------------ | ------- | ------- | ------- | ---------- | ------- | ------- | ---------- | ---------- |
| Taylor Fletcher                                      | Normálsánc + 10 km | 86,5    | 83,3    | 34.     | +3:19      | 24:31,9 | 6.      | 27:50,9    | 24.        |
| Taylor Fletcher                                      | Nagysánc + 10 km   | 117,0   | 81,2    | 35.     | +3:54      | 25:42,7 | 5.      | 29:36,7    | 23.        |
| Ben Loomis                                           | Normálsánc + 10 km | 94,5    | 105,6   | 17.     | +1:50      | 25:07,8 | 16.     | 26:57,8    | 15.        |
| Ben Loomis                                           | Nagysánc + 10 km   | 129,0   | 103,4   | 17.     | +2:26      | 26:51,2 | 19.     | 29:17,2    | 19.        |
| Stephen Schumann                                     | Normálsánc + 10 km | 88,5    | 86,4    | 33.     | +3:06      | 24:46,4 | 8.      | 27:52,4    | 25.        |
| Jared Shumate                                        | Normálsánc + 10 km | 93,5    | 99,2    | 24.     | +2:15      | 24:55,0 | 13.     | 27:10,0    | 19.        |
| Jared Shumate                                        | Nagysánc + 10 km   | 127,5   | 101,3   | 19.     | +2:34      | 26:24,5 | 13.     | 28:58,5    | 17.        |
| Jasper Good                                          | Nagysánc + 10 km   | 115,5   | 79,8    | 36.     | +4:00      | 27:32,9 | 32.     | 31:32,9    | 34.        |
| Taylor Fletcher Jasper Good Ben Loomis Jared Shumate | Csapat             | 484,5   | 387,1   | 7.      | +1:58      | 51:09,1 | 2.      | 53:07,1    | 6.         |

## Gyorskorcsolya
Férfi
| Versenyző     | Versenyszám | Eredmény | Helyezés |
| ------------- | ----------- | -------- | -------- |
| Austin Kleba  | 500 m       | 35,40    | 27.      |
| Austin Kleba  | 1000 m      | 1:10,67  | 29.      |
| Jordan Stolz  | 500 m       | 34,85    | 13.      |
| Jordan Stolz  | 1000 m      | 1:09,12  | 14.      |
| Joey Mantia   | 1500 m      | 1:45,26  | 6.       |
| Casey Dawson  | 1500 m      | 1:49,45  | 28.      |
| Emery Lehman  | 1500 m      | 1:45,78  | 11.      |
| Emery Lehman  | 5000 m      | 6:21,80  | 16.      |
| Ethan Cepuran | 5000 m      | 6:25,97  | 17.      |

Női
| Versenyző              | Versenyszám | Eredmény | Helyezés                 |
| ---------------------- | ----------- | -------- | ------------------------ |
| Brittany Bowe          | 500 m       | 38,04    | 16.                      |
| Brittany Bowe          | 1000 m      | 1:14,61  | 3. helyezett, bronzérmes |
| Brittany Bowe          | 1500 m      | 1:55,81  | 10.                      |
| Erin Jackson           | 500 m       | 37,04    | 1. helyezett, aranyérmes |
| Kimi Goetz             | 500 m       | 38,26    | 18.                      |
| Kimi Goetz             | 1000 m      | 1:15,40  | 7.                       |
| Mia Manganello-Kilburg | 1500 m      | 1:59,11  | 20.                      |
| Mia Manganello-Kilburg | 3000 m      | 4:13,42  | 19.                      |

Tömegrajtos
| Versenyző              | Versenyszám | Elődöntő | Elődöntő | Elődöntő | Döntő   | Döntő   | Helyezés |
| Versenyző              | Versenyszám | Pont     | Idő      | Hely.    | Pont    | Idő     | Helyezés |
| ---------------------- | ----------- | -------- | -------- | -------- | ------- | ------- | -------- |
| Joey Mantia            | Férfi       | 6        | 7:44,37  | 7.       | 10      | 7:47,20 | 4.       |
| Ian Quinn              | Férfi       | 0        | 7:58,03  | 13.      | kiesett | kiesett | 26.      |
| Giorgia Birkeland      | Női         | 3        | 8:34,43  | 6.       | 0       | 8:18,10 | 13.      |
| Mia Manganello-Kilburg | Női         | 10       | 8:29,93  | 4.       | 10      | 8:16,15 | 4.       |

Csapatverseny
| Versenyző                                           | Versenyszám | Negyeddöntő  | Negyeddöntő | Elődöntő                                                 | Döntő                                  | Döntő                    |
| Versenyző                                           | Versenyszám | Ellenfél Idő | Hely.       | Ellenfél Idő                                             | Ellenfél Idő                           | Helyezés                 |
| --------------------------------------------------- | ----------- | ------------ | ----------- | -------------------------------------------------------- | -------------------------------------- | ------------------------ |
| Ethan Cepruan Casey Dawson Emery Lehman Joey Mantia | Férfi       | 3:37,51      | 2.          | Az Orosz Olimpiai Bizottság versenyzői (ROC) · V 3:37,05 | Bronzmérkőzés · NED (NED) · Gy 3:38,81 | 3. helyezett, bronzérmes |

## Jégkorong

### Férfi
Csoportkör
A csoport
| Hely. | Csapat                 | M | Gy | HGy | HV | V | G+ | G– | Gk  | P | Továbbjutás                       |
| ----- | ---------------------- | - | -- | --- | -- | - | -- | -- | --- | - | --------------------------------- |
| 1.    | Egyesült Államok (USA) | 3 | 3  | 0   | 0  | 0 | 15 | 4  | +11 | 9 | Továbbjutott a negyeddöntőbe      |
| 2.    | Kanada (CAN)           | 3 | 2  | 0   | 0  | 1 | 12 | 5  | +7  | 6 | A negyeddöntőbe jutásért játszott |
| 3.    | Németország (GER)      | 3 | 1  | 0   | 0  | 2 | 6  | 10 | −4  | 3 | A negyeddöntőbe jutásért játszott |
| 4.    | Kína (CHN) (R)         | 3 | 0  | 0   | 0  | 3 | 2  | 16 | −14 | 0 | A negyeddöntőbe jutásért játszott |

| 2022. február 10. 21:10 (14:10) | Egyesült Államok (USA) | 8–0 (1–0, 3–0, 4–0) | Kína (CHN) | Beijing National Indoor Stadium, Peking Nézőszám: 947 |

| Jegyzőkönyv | Jegyzőkönyv   | Jegyzőkönyv | Jegyzőkönyv      | Jegyzőkönyv                                                                                |
| --- | ------------- | ----------- | ---------------- | ------------------------------------------------------------------------------------------ |
| | Drew Commesso | Kapusok     | Shimisi Jieruimi | Játékvezetők: Mikko Kaukokari Michael Tscherrig Vonalbírók: Lauri Nikulainen Dmitrij Sislo |
| \| Brisson (Knies) (PP) – 10:38 \| 1–0 \| \| \| Cates (Farrell, Meyers) – 25:32 \| 2–0 \| \| \| O'Neill (Miele, Faber) (PP) – 31:13 \| 3–0 \| \| \| Farrell (Abruzzese) – 38:07 \| 4–0 \| \| \| Farrell (Kampfer, Meyers) – 41:06 \| 5–0 \| \| \| Meyers (Farrell) – 50:19 \| 6–0 \| \| \| Beniers (Abruzzese, Cooper) – 52:00 \| 7–0 \| \| \| Farrell (Abdelkader, Helleson) (PP) – 58:27 \| 8–0 \| \| |               |             |                  | Játékvezetők: Mikko Kaukokari Michael Tscherrig Vonalbírók: Lauri Nikulainen Dmitrij Sislo |
| 10 perc | Büntetések    | 10 perc     |                  | Játékvezetők: Mikko Kaukokari Michael Tscherrig Vonalbírók: Lauri Nikulainen Dmitrij Sislo |
| 55 | Lövések       | 29          |                  | Játékvezetők: Mikko Kaukokari Michael Tscherrig Vonalbírók: Lauri Nikulainen Dmitrij Sislo |
| Brisson (Knies) (PP) – 10:38 | 1–0           |             |                  | Játékvezetők: Mikko Kaukokari Michael Tscherrig Vonalbírók: Lauri Nikulainen Dmitrij Sislo |
| Cates (Farrell, Meyers) – 25:32 | 2–0           |             |                  | Játékvezetők: Mikko Kaukokari Michael Tscherrig Vonalbírók: Lauri Nikulainen Dmitrij Sislo |
| O'Neill (Miele, Faber) (PP) – 31:13 | 3–0           |             |                  | Játékvezetők: Mikko Kaukokari Michael Tscherrig Vonalbírók: Lauri Nikulainen Dmitrij Sislo |
| Farrell (Abruzzese) – 38:07 | 4–0           |             |                  |                                                                                            |
| Farrell (Kampfer, Meyers) – 41:06 | 5–0           |             |                  |                                                                                            |
| Meyers (Farrell) – 50:19 | 6–0           |             |                  |                                                                                            |
| Beniers (Abruzzese, Cooper) – 52:00 | 7–0           |             |                  |                                                                                            |
| Farrell (Abdelkader, Helleson) (PP) – 58:27 | 8–0           |             |                  |                                                                                            |

| 2022. február 12. 12:10 (5:10) | Kanada (CAN) | 2–4 (1–2, 1–1, 0–1) | Egyesült Államok (USA) | Beijing National Indoor Stadium, Peking Nézőszám: 948 |

| Jegyzőkönyv | Jegyzőkönyv     | Jegyzőkönyv                         | Jegyzőkönyv  | Jegyzőkönyv                                                                      |
| --- | --------------- | ----------------------------------- | ------------ | -------------------------------------------------------------------------------- |
| | Edward Pasquale | Kapusok                             | Strauss Mann | Játékvezetők: Andris Ansons Tobias Björk Vonalbírók: Daniel Hynek Dustin McCrank |
| \| Robinson (Ho-Sang, Staal) – 01:24 \| 1–0 \| \| \| \| 1–1 \| 02:34 – Miele (O’Neill, Kampfer) \| \| \| 1–2 \| 18:44 – Meyers (Farrell, Sanderson) \| \| \| 1–3 \| 22:37 – Brisson (Shore) \| \| Knight (Winnik) (SH) – 34:13 \| 2–3 \| \| \| \| 2–4 \| 46:13 – Agostino (Miele) \| |                 |                                     |              | Játékvezetők: Andris Ansons Tobias Björk Vonalbírók: Daniel Hynek Dustin McCrank |
| 4 perc | Büntetések      | 6 perc                              |              | Játékvezetők: Andris Ansons Tobias Björk Vonalbírók: Daniel Hynek Dustin McCrank |
| 37 | Lövések         | 27                                  |              | Játékvezetők: Andris Ansons Tobias Björk Vonalbírók: Daniel Hynek Dustin McCrank |
| Robinson (Ho-Sang, Staal) – 01:24 | 1–0             |                                     |              | Játékvezetők: Andris Ansons Tobias Björk Vonalbírók: Daniel Hynek Dustin McCrank |
| | 1–1             | 02:34 – Miele (O’Neill, Kampfer)    |              | Játékvezetők: Andris Ansons Tobias Björk Vonalbírók: Daniel Hynek Dustin McCrank |
| | 1–2             | 18:44 – Meyers (Farrell, Sanderson) |              | Játékvezetők: Andris Ansons Tobias Björk Vonalbírók: Daniel Hynek Dustin McCrank |
| | 1–3             | 22:37 – Brisson (Shore)             |              |                                                                                  |
| Knight (Winnik) (SH) – 34:13 | 2–3             |                                     |              |                                                                                  |
| | 2–4             | 46:13 – Agostino (Miele)            |              |                                                                                  |

| 2022. február 13. 21:10 (14:10) | Egyesült Államok (USA) | 3–2 (1–1, 1–0, 1–1) | Németország (GER) | Wukesong Arena, Peking Nézőszám: 708 |

| Jegyzőkönyv | Jegyzőkönyv   | Jegyzőkönyv                          | Jegyzőkönyv          | Jegyzőkönyv                                                                                |
| --- | ------------- | ------------------------------------ | -------------------- | ------------------------------------------------------------------------------------------ |
| | Drew Commesso | Kapusok                              | Danny aus den Birken | Játékvezetők: Jevgenyij Romaszko Maxim Sidorenko Vonalbírók: David Obwegeser Jiří Ondráček |
| \| \| 0–1 \| 02:00 – Hager (Plachta, Kahun) (PP) \| \| Kampfer (Miele, O'Neill) (PP) – 04:26 \| 1–1 \| \| \| Knies (Abruzzese, Ness) – 24:50 \| 2–1 \| \| \| Smith – 42:47 \| 3–1 \| \| \| \| 3–2 \| 57:31 – Kühnhackl (Bergmann, Müller) \| |               |                                      |                      | Játékvezetők: Jevgenyij Romaszko Maxim Sidorenko Vonalbírók: David Obwegeser Jiří Ondráček |
| 12 perc | Büntetések    | 10 perc                              |                      | Játékvezetők: Jevgenyij Romaszko Maxim Sidorenko Vonalbírók: David Obwegeser Jiří Ondráček |
| 32 | Lövések       | 26                                   |                      | Játékvezetők: Jevgenyij Romaszko Maxim Sidorenko Vonalbírók: David Obwegeser Jiří Ondráček |
| | 0–1           | 02:00 – Hager (Plachta, Kahun) (PP)  |                      | Játékvezetők: Jevgenyij Romaszko Maxim Sidorenko Vonalbírók: David Obwegeser Jiří Ondráček |
| Kampfer (Miele, O'Neill) (PP) – 04:26 | 1–1           |                                      |                      | Játékvezetők: Jevgenyij Romaszko Maxim Sidorenko Vonalbírók: David Obwegeser Jiří Ondráček |
| Knies (Abruzzese, Ness) – 24:50 | 2–1           |                                      |                      | Játékvezetők: Jevgenyij Romaszko Maxim Sidorenko Vonalbírók: David Obwegeser Jiří Ondráček |
| Smith – 42:47 | 3–1           |                                      |                      |                                                                                            |
| | 3–2           | 57:31 – Kühnhackl (Bergmann, Müller) |                      |                                                                                            |

Negyeddöntő
| 2022. február 16. 12:10 (5:10) | Egyesült Államok (USA) | 2–3 (sz.) (1–1, 1–0, 0–1) (h.u.: 0–0) (sz.: 0–1) | Szlovákia (SVK) | Beijing National Indoor Stadium, Peking Nézőszám: 1059 |

| Jegyzőkönyv | Jegyzőkönyv  | Jegyzőkönyv                              | Jegyzőkönyv  | Jegyzőkönyv                                                                        |
| --- | ------------ | ---------------------------------------- | ------------ | ---------------------------------------------------------------------------------- |
| | Strauss Mann | Kapusok                                  | Patrik Rybár | Játékvezetők: Tobias Björk Roman Gofman Vonalbírók: Dustin McCrank Nyikita Salagin |
| \| \| 0–1 \| 11:45 – Slafkovský (Čerešňák, Regenda) \| \| Abruzzese (Beniers, Kampfer) – 19:14 \| 1–1 \| \| \| Hentges (Perbix, Smith) – 28:56 \| 2–1 \| \| \| \| 2–2 \| 59:16 – Hrivík (Čajkovský, Hudáček) (EA) \| |              |                                          |              | Játékvezetők: Tobias Björk Roman Gofman Vonalbírók: Dustin McCrank Nyikita Salagin |
| Brisson Farrell Knies Smith Miele | Szétlövés    | Hudáček Čajkovský Krištof Cehlárik       |              | Játékvezetők: Tobias Björk Roman Gofman Vonalbírók: Dustin McCrank Nyikita Salagin |
| 2 perc | Büntetések   | 10 perc                                  |              | Játékvezetők: Tobias Björk Roman Gofman Vonalbírók: Dustin McCrank Nyikita Salagin |
| 35 | Lövések      | 37                                       |              | Játékvezetők: Tobias Björk Roman Gofman Vonalbírók: Dustin McCrank Nyikita Salagin |
| | 0–1          | 11:45 – Slafkovský (Čerešňák, Regenda)   |              | Játékvezetők: Tobias Björk Roman Gofman Vonalbírók: Dustin McCrank Nyikita Salagin |
| Abruzzese (Beniers, Kampfer) – 19:14 | 1–1          |                                          |              | Játékvezetők: Tobias Björk Roman Gofman Vonalbírók: Dustin McCrank Nyikita Salagin |
| Hentges (Perbix, Smith) – 28:56 | 2–1          |                                          |              |                                                                                    |
| | 2–2          | 59:16 – Hrivík (Čajkovský, Hudáček) (EA) |              |                                                                                    |

| Csapat                 | Helyezés |
| ---------------------- | -------- |
| Egyesült Államok (USA) | 5.       |

### Női
A csoport
| Hely. | Csapat                                       | M | Gy | HGy | HV | V | G+ | G– | Gk  | P  | Továbbjutás                  |
| ----- | -------------------------------------------- | - | -- | --- | -- | - | -- | -- | --- | -- | ---------------------------- |
| 1.    | Kanada (CAN)                                 | 4 | 4  | 0   | 0  | 0 | 33 | 5  | +28 | 12 | Továbbjutott a negyeddöntőbe |
| 2.    | Egyesült Államok (USA)                       | 4 | 3  | 0   | 0  | 1 | 20 | 6  | +14 | 9  | Továbbjutott a negyeddöntőbe |
| 3.    | Finnország (FIN)                             | 4 | 1  | 0   | 0  | 3 | 10 | 19 | −9  | 3  | Továbbjutott a negyeddöntőbe |
| 4.    | Az Orosz Olimpiai Bizottság versenyzői (ROC) | 4 | 1  | 0   | 0  | 3 | 6  | 18 | −12 | 3  | Továbbjutott a negyeddöntőbe |
| 5.    | Svájc (SUI)                                  | 4 | 1  | 0   | 0  | 3 | 6  | 27 | −21 | 3  | Továbbjutott a negyeddöntőbe |

1. 1 2 3  Finnország 3 pont, +4 Gk; Orosz Olimpiai Bizottság 3 pont, −2 Gk; Svájc 3 pont, −2 Gk. Orosz Olimpiai Bizottság 5–2 Svájc.

| 2022. február 3. 21:10 (14:10) | Finnország (FIN) | 2–5 (0–2, 0–2, 2–1) | Egyesült Államok (USA) | Wukesong Arena, Peking Nézőszám: 335 |

| Jegyzőkönyv | Jegyzőkönyv  | Jegyzőkönyv                               | Jegyzőkönyv   | Jegyzőkönyv                                                               |
| --- | ------------ | ----------------------------------------- | ------------- | ------------------------------------------------------------------------- |
| | Anni Keisala | Kapusok                                   | Maddie Rooney | Játékvezetők: Kelly Cooke Lacey Senuk Vonalbírók: Alex Clarke Sara Strong |
| \| \| 0–1 \| 10:37 – Kessel (Harmon) \| \| \| 0–2 \| 13:00 – Carpenter (Pannek, Dunne) (PP) \| \| \| 0–3 \| 25:32 – Coyne Schofield (Barnes, Compher) \| \| \| 0–4 \| 26:36 – Coyne Schofield (Harmon, Knight) \| \| Tapani (Laitinen, Nieminen) (PP) – 43:15 \| 1–4 \| \| \| \| 1–5 \| 48:01 – Carpenter (Roque, Kessel) \| \| Tapani (PP) – 57:40 \| 2–5 \| \| |              |                                           |               | Játékvezetők: Kelly Cooke Lacey Senuk Vonalbírók: Alex Clarke Sara Strong |
| 8 perc | Büntetések   | 6 perc                                    |               | Játékvezetők: Kelly Cooke Lacey Senuk Vonalbírók: Alex Clarke Sara Strong |
| 12 | Lövések      | 52                                        |               | Játékvezetők: Kelly Cooke Lacey Senuk Vonalbírók: Alex Clarke Sara Strong |
| | 0–1          | 10:37 – Kessel (Harmon)                   |               | Játékvezetők: Kelly Cooke Lacey Senuk Vonalbírók: Alex Clarke Sara Strong |
| | 0–2          | 13:00 – Carpenter (Pannek, Dunne) (PP)    |               | Játékvezetők: Kelly Cooke Lacey Senuk Vonalbírók: Alex Clarke Sara Strong |
| | 0–3          | 25:32 – Coyne Schofield (Barnes, Compher) |               | Játékvezetők: Kelly Cooke Lacey Senuk Vonalbírók: Alex Clarke Sara Strong |
| | 0–4          | 26:36 – Coyne Schofield (Harmon, Knight)  |               |                                                                           |
| Tapani (Laitinen, Nieminen) (PP) – 43:15 | 1–4          |                                           |               |                                                                           |
| | 1–5          | 48:01 – Carpenter (Roque, Kessel)         |               |                                                                           |
| Tapani (PP) – 57:40 | 2–5          |                                           |               |                                                                           |

| 2022. február 5. 21:10 (14:10) | Egyesült Államok (USA) | 5–0 (1–0, 1–0, 3–0) | Az Orosz Olimpiai Bizottság versenyzői (ROC) | Wukesong Arena, Peking Nézőszám: 581 |

| Jegyzőkönyv | Jegyzőkönyv    | Jegyzőkönyv | Jegyzőkönyv                    | Jegyzőkönyv                                                                      |
| --- | -------------- | ----------- | ------------------------------ | -------------------------------------------------------------------------------- |
| | Nicole Hensley | Kapusok     | Marija Szorokina Darja Gredzen | Játékvezetők: Tijana Haack Anniina Nurmi Vonalbírók: Anna Hammar Jenni Heikkinen |
| \| Harmon (Knight, Brandt) – 12:29 \| 1–0 \| \| \| Knight (Harmon, Coyne Schofield) – 28:51 \| 2–0 \| \| \| Zumwinkle (Cameranesi, Bozek) – 43:57 \| 3–0 \| \| \| Compher (Murphy, Scamurra) – 46:15 \| 4–0 \| \| \| Carpenter (Kessel, Harmon) – 48:44 \| 5–0 \| \| |                |             |                                | Játékvezetők: Tijana Haack Anniina Nurmi Vonalbírók: Anna Hammar Jenni Heikkinen |
| 6 perc | Büntetések     | 14 perc     |                                | Játékvezetők: Tijana Haack Anniina Nurmi Vonalbírók: Anna Hammar Jenni Heikkinen |
| 62 | Lövések        | 12          |                                | Játékvezetők: Tijana Haack Anniina Nurmi Vonalbírók: Anna Hammar Jenni Heikkinen |
| Harmon (Knight, Brandt) – 12:29 | 1–0            |             |                                | Játékvezetők: Tijana Haack Anniina Nurmi Vonalbírók: Anna Hammar Jenni Heikkinen |
| Knight (Harmon, Coyne Schofield) – 28:51 | 2–0            |             |                                | Játékvezetők: Tijana Haack Anniina Nurmi Vonalbírók: Anna Hammar Jenni Heikkinen |
| Zumwinkle (Cameranesi, Bozek) – 43:57 | 3–0            |             |                                | Játékvezetők: Tijana Haack Anniina Nurmi Vonalbírók: Anna Hammar Jenni Heikkinen |
| Compher (Murphy, Scamurra) – 46:15 | 4–0            |             |                                |                                                                                  |
| Carpenter (Kessel, Harmon) – 48:44 | 5–0            |             |                                |                                                                                  |

| 2022. február 6. 21:10 (14:10) | Svájc (SUI) | 0–8 (0–5, 0–2, 0–1) | Egyesült Államok (USA) | Wukesong Arena, Peking Nézőszám: 545 |

| Jegyzőkönyv | Jegyzőkönyv                  | Jegyzőkönyv                          | Jegyzőkönyv    | Jegyzőkönyv                                                                 |
| --- | ---------------------------- | ------------------------------------ | -------------- | --------------------------------------------------------------------------- |
| | Andrea Brändli Saskia Maurer | Kapusok                              | Alex Cavallini | Játékvezetők: Maria Furberg Lacey Senuk Vonalbírók: Alex Clarke Sara Strong |
| \| \| 0–1 \| 05:40 – Knight (Brandt, Keller) (PP) \| \| \| 0–2 \| 14:04 – Compher (Scamurra, Bozek) \| \| \| 0–3 \| 14:13 – Knight \| \| \| 0–4 \| 16:15 – Pannek \| \| \| 0–5 \| 19:38 – Kessel (Dunne, Barnes) \| \| \| 0–6 \| 22:11 – Pannek (Kessel, Carpenter) \| \| \| 0–7 \| 37:12 – Compher (Bozek, Dunne) \| \| \| 0–8 \| 57:29 – Cameranesi (Pannek, Barnes) \| |                              |                                      |                | Játékvezetők: Maria Furberg Lacey Senuk Vonalbírók: Alex Clarke Sara Strong |
| 6 perc | Büntetések                   | 2 perc                               |                | Játékvezetők: Maria Furberg Lacey Senuk Vonalbírók: Alex Clarke Sara Strong |
| 8 | Lövések                      | 46                                   |                | Játékvezetők: Maria Furberg Lacey Senuk Vonalbírók: Alex Clarke Sara Strong |
| | 0–1                          | 05:40 – Knight (Brandt, Keller) (PP) |                | Játékvezetők: Maria Furberg Lacey Senuk Vonalbírók: Alex Clarke Sara Strong |
| | 0–2                          | 14:04 – Compher (Scamurra, Bozek)    |                | Játékvezetők: Maria Furberg Lacey Senuk Vonalbírók: Alex Clarke Sara Strong |
| | 0–3                          | 14:13 – Knight                       |                | Játékvezetők: Maria Furberg Lacey Senuk Vonalbírók: Alex Clarke Sara Strong |
| | 0–4                          | 16:15 – Pannek                       |                |                                                                             |
| | 0–5                          | 19:38 – Kessel (Dunne, Barnes)       |                |                                                                             |
| | 0–6                          | 22:11 – Pannek (Kessel, Carpenter)   |                |                                                                             |
| | 0–7                          | 37:12 – Compher (Bozek, Dunne)       |                |                                                                             |
| | 0–8                          | 57:29 – Cameranesi (Pannek, Barnes)  |                |                                                                             |

| 2022. február 8. 12:10 (5:10) | Egyesült Államok (USA) | 2–4 (0–1, 2–3, 0–0) | Kanada (CAN) | Wukesong Arena, Peking Nézőszám: 591 |

| Jegyzőkönyv | Jegyzőkönyv   | Jegyzőkönyv                            | Jegyzőkönyv        | Jegyzőkönyv                                                                                               |
| --- | ------------- | -------------------------------------- | ------------------ | --- |
| | Maddie Rooney | Kapusok                                | Ann-Renée Desbiens | Játékvezetők: Cianna Lieffers Lacey Senuk Elizabeth Mantha Vonalbírók: Kendall Hanley Jacqueline Spresser |
| \| \| 0–1 \| 14:10 – Jenner (Fillier, Poulin) (PP) \| \| Cameranesi (Pannek, Barnes) – 29:17 \| 1–1 \| \| \| Carpenter (Kessel, Keller) (PP) – 31:34 \| 2–1 \| \| \| \| 2–2 \| 32:00 – Jenner (Nurse) \| \| \| 2–3 \| 34:25 – Rattray (Spooner, Zandee-Hart) \| \| \| 2–4 \| 37:25 – Poulin (PS) \| |               |                                        |                    | Játékvezetők: Cianna Lieffers Lacey Senuk Elizabeth Mantha Vonalbírók: Kendall Hanley Jacqueline Spresser |
| 2 perc | Büntetések    | 12 perc                                |                    | Játékvezetők: Cianna Lieffers Lacey Senuk Elizabeth Mantha Vonalbírók: Kendall Hanley Jacqueline Spresser |
| 53 | Lövések       | 27                                     |                    | Játékvezetők: Cianna Lieffers Lacey Senuk Elizabeth Mantha Vonalbírók: Kendall Hanley Jacqueline Spresser |
| | 0–1           | 14:10 – Jenner (Fillier, Poulin) (PP)  |                    | Játékvezetők: Cianna Lieffers Lacey Senuk Elizabeth Mantha Vonalbírók: Kendall Hanley Jacqueline Spresser |
| Cameranesi (Pannek, Barnes) – 29:17 | 1–1           |                                        |                    | Játékvezetők: Cianna Lieffers Lacey Senuk Elizabeth Mantha Vonalbírók: Kendall Hanley Jacqueline Spresser |
| Carpenter (Kessel, Keller) (PP) – 31:34 | 2–1           |                                        |                    | Játékvezetők: Cianna Lieffers Lacey Senuk Elizabeth Mantha Vonalbírók: Kendall Hanley Jacqueline Spresser |
| | 2–2           | 32:00 – Jenner (Nurse)                 |                    | |
| | 2–3           | 34:25 – Rattray (Spooner, Zandee-Hart) |                    | |
| | 2–4           | 37:25 – Poulin (PS)                    |                    | |

Negyeddöntő
| 2022. február 11. 12:10 (5:10) | Egyesült Államok (USA) | 4–1 (0–0, 1–1, 3–0) | Csehország (CZE) | Wukesong Arena, Peking Nézőszám: 636 |

| Jegyzőkönyv | Jegyzőkönyv    | Jegyzőkönyv                          | Jegyzőkönyv     | Jegyzőkönyv                                                                         |
| --- | -------------- | ------------------------------------ | --------------- | ----------------------------------------------------------------------------------- |
| | Alex Cavallini | Kapusok                              | Klára Peslarová | Játékvezetők: Elizabeth Mantha Anniina Nurmi Vonalbírók: Anna Hammar Kendall Hanley |
| \| \| 0–1 \| 24:59 – Pejzlová (Vanišová, Křížová) \| \| Knight (Coyne Schofield) – 25:47 \| 1–1 \| \| \| Stecklein (Pannek, Keller) – 46:49 \| 2–1 \| \| \| Harmon (Brandt, Knight) (PP) – 56:51 \| 3–1 \| \| \| Coyne Schofield (Keller) (ENG) – 59:54 \| 4–1 \| \| |                |                                      |                 | Játékvezetők: Elizabeth Mantha Anniina Nurmi Vonalbírók: Anna Hammar Kendall Hanley |
| 11 perc | Büntetések     | 10 perc                              |                 | Játékvezetők: Elizabeth Mantha Anniina Nurmi Vonalbírók: Anna Hammar Kendall Hanley |
| 59 | Lövések        | 6                                    |                 | Játékvezetők: Elizabeth Mantha Anniina Nurmi Vonalbírók: Anna Hammar Kendall Hanley |
| | 0–1            | 24:59 – Pejzlová (Vanišová, Křížová) |                 | Játékvezetők: Elizabeth Mantha Anniina Nurmi Vonalbírók: Anna Hammar Kendall Hanley |
| Knight (Coyne Schofield) – 25:47 | 1–1            |                                      |                 | Játékvezetők: Elizabeth Mantha Anniina Nurmi Vonalbírók: Anna Hammar Kendall Hanley |
| Stecklein (Pannek, Keller) – 46:49 | 2–1            |                                      |                 | Játékvezetők: Elizabeth Mantha Anniina Nurmi Vonalbírók: Anna Hammar Kendall Hanley |
| Harmon (Brandt, Knight) (PP) – 56:51 | 3–1            |                                      |                 |                                                                                     |
| Coyne Schofield (Keller) (ENG) – 59:54 | 4–1            |                                      |                 |                                                                                     |

Elődöntő
| 2022. február 14. 21:10 (14:10) | Egyesült Államok (USA) | 4–1 (0–0, 2–0, 2–1) | Finnország (FIN) | Wukesong Arena, Peking Nézőszám: 642 |

| Jegyzőkönyv | Jegyzőkönyv    | Jegyzőkönyv                                | Jegyzőkönyv  | Jegyzőkönyv                                                                        |
| --- | -------------- | ------------------------------------------ | ------------ | ---------------------------------------------------------------------------------- |
| | Alex Cavallini | Kapusok                                    | Anni Keisala | Játékvezetők: Kelly Cooke Cianna Lieffers Vonalbírók: Anna Hammar Julia Kainberger |
| \| Barnes (Brandt, Knight) (PP) – 23:39 \| 1–0 \| \| \| Knight (Harmon, Coyne Schofield) – 38:53 \| 2–0 \| \| \| Scamurra (Barnes) – 55:20 \| 3–0 \| \| \| \| 3–1 \| 59:34 – Tapani (Karvinen, Hiirikoski) (EA) \| \| Roque (Carpenter, Kessel) (ENG) – 59:55 \| 4–1 \| \| |                |                                            |              | Játékvezetők: Kelly Cooke Cianna Lieffers Vonalbírók: Anna Hammar Julia Kainberger |
| 6 perc | Büntetések     | 6 perc                                     |              | Játékvezetők: Kelly Cooke Cianna Lieffers Vonalbírók: Anna Hammar Julia Kainberger |
| 42 | Lövések        | 26                                         |              | Játékvezetők: Kelly Cooke Cianna Lieffers Vonalbírók: Anna Hammar Julia Kainberger |
| Barnes (Brandt, Knight) (PP) – 23:39 | 1–0            |                                            |              | Játékvezetők: Kelly Cooke Cianna Lieffers Vonalbírók: Anna Hammar Julia Kainberger |
| Knight (Harmon, Coyne Schofield) – 38:53 | 2–0            |                                            |              | Játékvezetők: Kelly Cooke Cianna Lieffers Vonalbírók: Anna Hammar Julia Kainberger |
| Scamurra (Barnes) – 55:20 | 3–0            |                                            |              | Játékvezetők: Kelly Cooke Cianna Lieffers Vonalbírók: Anna Hammar Julia Kainberger |
| | 3–1            | 59:34 – Tapani (Karvinen, Hiirikoski) (EA) |              |                                                                                    |
| Roque (Carpenter, Kessel) (ENG) – 59:55 | 4–1            |                                            |              |                                                                                    |

Döntő
| 2022. február 17. 12:10 (5:10) | Kanada (CAN) | 3–2 (2–0, 1–1, 0–1) | Egyesült Államok (USA) | Wukesong Arena, Peking Nézőszám: 834 |

| Jegyzőkönyv | Jegyzőkönyv        | Jegyzőkönyv                                | Jegyzőkönyv    | Jegyzőkönyv                                                                   |
| --- | ------------------ | ------------------------------------------ | -------------- | ----------------------------------------------------------------------------- |
| | Ann-Renee Desbiens | Kapusok                                    | Alex Cavallini | Játékvezetők: Kelly Cooke Anna Wiegand Vonalbírók: Anna Hammar Kendall Hanley |
| \| Nurse (Thompson, Poulin) – 07:50 \| 1–0 \| \| \| Poulin – 15:02 \| 2–0 \| \| \| Poulin (Jenner, Nurse) – 29:08 \| 3–0 \| \| \| \| 3–1 \| 36:39 – Knight (Brandt) (SH) \| \| \| 3–2 \| 59:47 – Kessel (Roque, Carpenter) (PP, EA) \| |                    |                                            |                | Játékvezetők: Kelly Cooke Anna Wiegand Vonalbírók: Anna Hammar Kendall Hanley |
| 6 perc | Büntetések         | 4 perc                                     |                | Játékvezetők: Kelly Cooke Anna Wiegand Vonalbírók: Anna Hammar Kendall Hanley |
| 21 | Lövések            | 40                                         |                | Játékvezetők: Kelly Cooke Anna Wiegand Vonalbírók: Anna Hammar Kendall Hanley |
| Nurse (Thompson, Poulin) – 07:50 | 1–0                |                                            |                | Játékvezetők: Kelly Cooke Anna Wiegand Vonalbírók: Anna Hammar Kendall Hanley |
| Poulin – 15:02 | 2–0                |                                            |                | Játékvezetők: Kelly Cooke Anna Wiegand Vonalbírók: Anna Hammar Kendall Hanley |
| Poulin (Jenner, Nurse) – 29:08 | 3–0                |                                            |                | Játékvezetők: Kelly Cooke Anna Wiegand Vonalbírók: Anna Hammar Kendall Hanley |
| | 3–1                | 36:39 – Knight (Brandt) (SH)               |                |                                                                               |
| | 3–2                | 59:47 – Kessel (Roque, Carpenter) (PP, EA) |                |                                                                               |

| Csapat                 | Helyezés                 |
| ---------------------- | ------------------------ |
| Egyesült Államok (USA) | 2. helyezett, ezüstérmes |

## Műkorcsolya
| Versenyző                         | Versenyszám  | Rövid program | Rövid program | Kűr     | Kűr     | Összesítés | Összesítés               |
| Versenyző                         | Versenyszám  | Pont          | Hely.         | Pont    | Hely.   | Pont       | Helyezés                 |
| --------------------------------- | ------------ | ------------- | ------------- | ------- | ------- | ---------- | ------------------------ |
| Jason Brown                       | Férfi egyéni | 97,24         | 6.            | 184,00  | 6.      | 281,24     | 6.                       |
| Nathan Chen                       | Férfi egyéni | 113,97 WR     | 1.            | 218,63  | 1.      | 332,60     | 1. helyezett, aranyérmes |
| Vincent Zhou                      | Férfi egyéni | nem indult    | nem indult    | kiesett | kiesett | kiesett    | kiesett                  |
| Mariah Bell                       | Női egyéni   | 65,38         | 11.           | 136,92  | 8.      | 202,30     | 10.                      |
| Karen Chen                        | Női egyéni   | 64,11         | 13.           | 115,82  | 17.     | 179,94     | 16.                      |
| Alysa Liu                         | Női egyéni   | 69,50         | 8.            | 139,45  | 7.      | 208,95     | 7.                       |
| Ashley Cain-Gribble Timothy LeDuc | Páros        | 74,13         | 7.            | 123,92  | 9.      | 198,05     | 8.                       |
| Alexa Knierim Brandon Frazier     | Páros        | 74,23         | 6.            | 138,45  | 7.      | 212,68     | 6.                       |
| Madison Chock Evan Bates          | Jégtánc      | 84,14         | 4.            | 130,63  | 4.      | 214,77     | 4.                       |
| Kaitlin Hawayek Jean-Luc Baker    | Jégtánc      | 74,58         | 11.           | 115,16  | 10.     | 189,74     | 11.                      |
| Madison Hubbell Zachary Donohue   | Jégtánc      | 87,13         | 3.            | 130,89  | 3.      | 218,02     | 3. helyezett, bronzérmes |

Csapat
| Versenyző | Versenyszám   | Rövid program    | Rövid program    | Rövid program    | Rövid program    | Rövid program | Rövid program | Kűr              | Kűr              | Kűr              | Kűr              | Kűr        | Kűr                      |
| Versenyző | Versenyszám   | Férfi            | Női              | Páros            | Jégtánc          | Összesítés    | Összesítés    | Férfi            | Női              | Páros            | Jégtánc          | Összesítés | Összesítés               |
| Versenyző | Versenyszám   | Pont Csapat pont | Pont Csapat pont | Pont Csapat pont | Pont Csapat pont | Pont          | Hely.         | Pont Csapat pont | Pont Csapat pont | Pont Csapat pont | Pont Csapat pont | Pont       | Helyezés                 |
| --- | ------------- | ---------------- | ---------------- | ---------------- | ---------------- | ------------- | ------------- | ---------------- | ---------------- | ---------------- | ---------------- | ---------- | ------------------------ |
| Nathan Chen (F) (RP) Vincent Zhou (F) (K) Karen Chen (N) Alexa Knierim / Brandon Frazier (P) Madison Hubbell / Zachary Donohue (J) (RP) Madison Chock / Evan Bates (J) (K) | Csapatverseny | 111,71 10        | 65,20 6          | 75,00 8          | 86,56 10         | 34            | 2.            | 171,44 8         | 131,52 7         | 128,97 6         | 129,07 10        | 65         | 2. helyezett, ezüstérmes |

## Rövidpályás gyorskorcsolya
Férfi
| Versenyző      | Versenyszám | Előfutam | Előfutam | Negyeddöntő | Negyeddöntő | Elődöntő | Elődöntő | B döntő  | B döntő | Döntő   | Döntő   | Helyezés    |
| Versenyző      | Versenyszám | Idő      | Hely.    | Idő         | Hely.       | Idő      | Hely.    | Idő      | Hely.   | Idő     | Hely.   | Helyezés    |
| -------------- | ----------- | -------- | -------- | ----------- | ----------- | -------- | -------- | -------- | ------- | ------- | ------- | ----------- |
| Andrew Heo     | 1000 m      | 1:24,106 | 2.       | 1:24,603    | 1.          | 1:24,023 | 3.       | 1:36,140 | 3.      |         |         | 7.          |
| Andrew Heo     | 1500 m      |          |          | 2:19,482    | 5.          | kiesett  | kiesett  | kiesett  | kiesett | kiesett | kiesett | 28.         |
| Ryan Pivirotto | 500 m       | 41,018   | 3.       | 41,841      | 4.          | kiesett  | kiesett  | kiesett  | kiesett | kiesett | kiesett | 16.         |
| Ryan Pivirotto | 1000 m      | 1:54,437 | 2.       | 2:08,364    | 4.          | kiesett  | kiesett  | kiesett  | kiesett | kiesett | kiesett | 13.         |
| Ryan Pivirotto | 1500 m      |          |          | kizárták    | kizárták    | kiesett  | kiesett  | kiesett  | kiesett | kiesett | kiesett | helyezetlen |

Női
| Versenyző                                               | Versenyszám  | Előfutam      | Előfutam      | Negyeddöntő | Negyeddöntő | Elődöntő | Elődöntő | B döntő  | B döntő  | Döntő    | Döntő   | Helyezés |
| Versenyző                                               | Versenyszám  | Idő           | Hely.         | Idő         | Hely.       | Idő      | Hely.    | Idő      | Hely.    | Idő      | Hely.   | Helyezés |
| ------------------------------------------------------- | ------------ | ------------- | ------------- | ----------- | ----------- | -------- | -------- | -------- | -------- | -------- | ------- | -------- |
| Maame Biney                                             | 500 m        | 42,919        | 3.            | 46,099      | 3.          | kiesett  | kiesett  | kiesett  | kiesett  | kiesett  | kiesett | 13.      |
| Maame Biney                                             | 1000 m       | 1:27,859      | 1.            | 1:29,225    | 2.          | 1:28,806 | 4.       | 1:30,736 | 5.       |          |         | 9.       |
| Julie Letai                                             | 1500 m       |               |               | 2:36,214    | 5.          | 2:23,315 | 8.       | kiesett  | kiesett  | kiesett  | kiesett | 21.      |
| Kristen Santos                                          | 500 m        | 43,579        | 1.            | kizárták    | kizárták    | kiesett  | kiesett  | kiesett  | kiesett  | kiesett  | kiesett | 17.      |
| Kristen Santos                                          | 1000 m       | 1:28,237      | 1.            | 1:28,393    | 1.          | 1:26,783 | 1.       |          |          | 1:42,745 | 4.      | 4.       |
| Kristen Santos                                          | 1500 m       |               |               | 2:21,027    | 1.          | 2:31,067 | 5. ADVB  | 2:45,492 | 2.       |          |         | 9.       |
| Corinne Stoddard                                        | 500 m        | nem ért célba | nem ért célba | kiesett     | kiesett     | kiesett  | kiesett  | kiesett  | kiesett  | kiesett  | kiesett | 32.      |
| Corinne Stoddard                                        | 1000 m       | 1:27,528      | 3.            | 1:27,912    | 3.          | 1:27,626 | 4.       | 1:29,845 | 3.       |          |         | 7.       |
| Corinne Stoddard                                        | 1500 m       |               |               | 2:33,329    | 3.          | 2:22,632 | 6.       | kiesett  | kiesett  | kiesett  | kiesett | 18.      |
| Maame Biney Julie Letai Kristen Santos Corrine Stoddard | 3000 m váltó |               |               |             |             | 4:06,098 | 4.       | kizárták | kizárták |          |         | 8.       |

Vegyes
| Versenyző                                            | Versenyszám  | Negyeddöntő | Negyeddöntő | Elődöntő | Elődöntő | B döntő | B döntő | Döntő   | Döntő   | Helyezés |
| Versenyző                                            | Versenyszám  | Idő         | Hely.       | Idő      | Hely.    | Idő     | Hely.   | Idő     | Hely.   | Helyezés |
| ---------------------------------------------------- | ------------ | ----------- | ----------- | -------- | -------- | ------- | ------- | ------- | ------- | -------- |
| Maame Biney Andrew Heo Ryan Pivirotto Kristen Santos | 2000 m váltó | 2:39.043    | 3.          | kizárták | kizárták | kiesett | kiesett | kiesett | kiesett | 7.       |

## Síakrobatika
Ugrás
| Versenyző          | Versenyszám | Selejtező  | Selejtező  | Selejtező  | Selejtező     | Selejtező  | Döntő      | Döntő      | Döntő         | Döntő      | Döntő      | Helyezés                 |
| Versenyző          | Versenyszám | 1. forduló | 1. forduló | 2. forduló | 2. forduló    | 2. forduló | 1. forduló | 1. forduló | 1. forduló    | 1. forduló | 2. forduló | Helyezés                 |
| Versenyző          | Versenyszám | Pont       | Hely.      | Pont       | Jobb eredmény | Hely.      | 1. ugrás   | 2.ugrás    | Jobb eredmény | Hely.      | Pont       | Helyezés                 |
| ------------------ | ----------- | ---------- | ---------- | ---------- | ------------- | ---------- | ---------- | ---------- | ------------- | ---------- | ---------- | ------------------------ |
| Christopher Lillis | Férfi       | 119,91     | 6.         | kiemelt    | kiemelt       | kiemelt    | 125,67     | 122,17     | 125,67        | 3.         | 103,00     | 6.                       |
| Eric Loughran      | Férfi       | 121,24     | 4.         | kiemelt    | kiemelt       | kiemelt    | 111,95     | 90,50      | 111,95        | 12.        | kiesett    | 12.                      |
| Justin Schoenefeld | Férfi       | 118,59     | 8.         | 105,88     | 118,59        | 5.         | 120,36     | 123,53     | 123,53        | 6.         | 106,50     | 5.                       |
| Ashley Caldwell    | Női         | 101,31     | 2.         | kiemelt    | kiemelt       | kiemelt    | 103,92     | 105,60     | 105,60        | 1.         | 83,71      | 4.                       |
| Kalia Kuhn         | Női         | 84,24      | 8.         | 86,62      | 86,62         | 3.         | 76,49      | 85,68      | 85,68         | 8.         | kiesett    | 8.                       |
| Megan Nick         | Női         | 89,18      | 7.         | 85,65      | 89,18         | 2.         | 95,17      | 90,24      | 95,17         | 5.         | 93,76      | 3. helyezett, bronzérmes |
| Winter Vinecki     | Női         | 78,96      | 13.        | 70,56      | 78,96         | 9.         | kiesett    | kiesett    | kiesett       | kiesett    | kiesett    | 15.                      |

| Versenyző                                             | Versenyszám | 1. forduló | 1. forduló | 2. forduló | 2. forduló               |
| Versenyző                                             | Versenyszám | Pont       | Hely.      | Pont       | Hely.                    |
| ----------------------------------------------------- | ----------- | ---------- | ---------- | ---------- | ------------------------ |
| Ashley Caldwell Christopher Lillis Justin Schoenefeld | Vegyes      | 330,55     | 2.         | 338,34     | 1. helyezett, aranyérmes |

Akrobatika
Férfi
| Versenyző       | Versenyszám | Selejtező | Selejtező | Selejtező | Selejtező     | Selejtező | Döntő    | Döntő    | Döntő    | Döntő         | Döntő                    |
| Versenyző       | Versenyszám | 1. futam  | 2. futam  | 3. futam  | Jobb eredmény | Hely.     | 1. futam | 2. futam | 3. futam | Jobb eredmény | Helyezés                 |
| --------------- | ----------- | --------- | --------- | --------- | ------------- | --------- | -------- | -------- | -------- | ------------- | ------------------------ |
| Mac Forehand    | Big air     | 77,75     | 92,00     | 79,00     | 171,00        | 8.        | 60,75    | 19,50    | 42,00    | 80,25         | 11.                      |
| Mac Forehand    | Slopestyle  | 51,21     | 37,80     |           | 51,21         | 20.       | kiesett  | kiesett  | kiesett  | kiesett       | kiesett                  |
| Nick Goepper    | Big air     | 78,25     | 49,50     | 21,75     | 127,75        | 22.       | kiesett  | kiesett  | kiesett  | kiesett       | kiesett                  |
| Nick Goepper    | Slopestyle  | 82,51     | 80,23     |           | 82,51         | 3.        | 45,75    | 86,48    | 53,45    | 86,48         | 2. helyezett, ezüstérmes |
| Alex Hall       | Big air     | 87,00     | 90,75     | 89,50     | 180,25        | 2.        | 68,25    | 92,50    | 27,00    | 160,75        | 8.                       |
| Alex Hall       | Slopestyle  | 79,13     | 40,60     |           | 79,13         | 5.        | 90,01    | 86,38    | 31,41    | 90,01         | 1. helyezett, aranyérmes |
| Colby Stevenson | Big air     | 83,75     | 90,50     | 56,00     | 174,25        | 5.        | 34,75    | 91,75    | 91,25    | 183,00        | 2. helyezett, ezüstérmes |
| Colby Stevenson | Slopestyle  | 78,01     | 35,80     |           | 78,01         | 6.        | 74,48    | 41,73    | 55,18    | 74,48         | 7.                       |
| Aaron Blunck    | Félcső      | 26,25     | 92,00     |           | 92,00         | 1.        | 70,25    | 78,25    | 13,50    | 78,25         | 7.                       |
| Alex Ferreira   | Félcső      | 84,25     | 69,50     |           | 84,25         | 7.        | 86,75    | 83,75    | 67,75    | 86,75         | 3. helyezett, bronzérmes |
| Birk Irving     | Félcső      | 83,25     | 89,75     |           | 89,75         | 3.        | 80,00    | 32,50    | 48,00    | 80,00         | 5.                       |
| David Wise      | Félcső      | 88,75     | 89,00     |           | 89,00         | 4.        | 90,75    | 7,75     | 40,00    | 90,75         | 2. helyezett, ezüstérmes |

Női
| Versenyző       | Versenyszám | Selejtező  | Selejtező  | Selejtező  | Selejtező     | Selejtező  | Döntő      | Döntő      | Döntő      | Döntő         | Döntő    |
| Versenyző       | Versenyszám | 1. futam   | 2. futam   | 3. futam   | Jobb eredmény | Hely.      | 1. futam   | 2. futam   | 3. futam   | Jobb eredmény | Helyezés |
| --------------- | ----------- | ---------- | ---------- | ---------- | ------------- | ---------- | ---------- | ---------- | ---------- | ------------- | -------- |
| Caroline Claire | Big air     | 20,00      | 17,25      | nem indult | 20,00         | 24.        | kiesett    | kiesett    | kiesett    | kiesett       | kiesett  |
| Caroline Claire | Slopestyle  | nem indult | nem indult | nem indult | nem indult    | nem indult | kiesett    | kiesett    | kiesett    | kiesett       | kiesett  |
| Marin Hamill    | Big air     | 61,50      | 66,00      | 66,25      | 132,25        | 14.        | kiesett    | kiesett    | kiesett    | kiesett       | kiesett  |
| Marin Hamill    | Slopestyle  | 69,43      | 37,36      |            | 69,43         | 7.         | nem indult | nem indult | nem indult | nem indult    | 12.      |
| Darian Stevens  | Big air     | 84,75      | 10,00      | 67,25      | 152,00        | 8.         | 56,75      | 50,75      | 18,25      | 75,00         | 11.      |
| Darian Stevens  | Slopestyle  | 6,18       | 50,01      |            | 50,01         | 18.        | kiesett    | kiesett    | kiesett    | kiesett       | kiesett  |
| Maggie Voisin   | Big air     | 16,25      | 60,00      | 68,00      | 128,00        | 15.        | kiesett    | kiesett    | kiesett    | kiesett       | kiesett  |
| Maggie Voisin   | Slopestyle  | 72,78      | 65,93      |            | 72,78         | 4.         | 35,48      | 74,28      | 66,03      | 74,28         | 5.       |
| Hanna Faulhaber | Félcső      | 84,25      | 82,00      |            | 84,25         | 9.         | 85,25      | 84,50      | 19,00      | 85,25         | 6.       |
| Devin Logan     | Félcső      | 71,00      | 62,00      |            | 71,00         | 13.        | kiesett    | kiesett    | kiesett    | kiesett       | kiesett  |
| Carly Margulies | Félcső      | 79,00      | 82,25      |            | 82,25         | 10.        | 24,75      | 1,75       | 61,00      | 61,00         | 11.      |
| Brita Sigourney | Félcső      | 80,50      | 84,50      |            | 84,50         | 8.         | 70,75      | 60,00      | 12,25      | 70,75         | 10.      |

Mogul
| Versenyző      | Versenyszám | Selejtező     | Selejtező     | Selejtező     | Selejtező     | Selejtező | Selejtező | Selejtező | Selejtező | Döntő    | Döntő    | Döntő    | Döntő    | Döntő    | Döntő    | Döntő    | Döntő    | Döntő    | Döntő    | Döntő    | Helyezés                 |
| Versenyző      | Versenyszám | 1. futam      | 1. futam      | 1. futam      | 1. futam      | 2. futam  | 2. futam  | 2. futam  | 2. futam  | 1. futam | 1. futam | 1. futam | 1. futam | 2. futam | 2. futam | 2. futam | 2. futam | 3. futam | 3. futam | 3. futam | Helyezés                 |
| Versenyző      | Versenyszám | Idő           | Pont          | Össz.         | Hely.         | Idő       | Pont      | Össz.     | Hely.     | Idő      | Pont     | Össz.    | Hely.    | Idő      | Pont     | Össz.    | Hely.    | Idő      | Pont     | Össz.    | Helyezés                 |
| -------------- | ----------- | ------------- | ------------- | ------------- | ------------- | --------- | --------- | --------- | --------- | -------- | -------- | -------- | -------- | -------- | -------- | -------- | -------- | -------- | -------- | -------- | ------------------------ |
| Cole McDonald  | Férfi       | 25,41         | 61,78         | 76,27         | 5.            | kiemelt   | kiemelt   | kiemelt   | kiemelt   | 25,29    | 61,13    | 75,78    | 14.      | kiesett  | kiesett  | kiesett  | kiesett  | kiesett  | kiesett  | kiesett  | 14.                      |
| Nick Page      | Férfi       | 24,36         | 54,83         | 70,71         | 21.           | 25,30     | 62,72     | 77,36     | 3.        | 25,98    | 63,06    | 76,80    | 10.      | 25,63    | 62,72    | 76,92    | 6.       | 25,68    | 64,76    | 78,90    | 5.                       |
| Dylan Walczyk  | Férfi       | 25,03         | 60,87         | 75,86         | 10.           | kiemelt   | kiemelt   | kiemelt   | kiemelt   | 25,13    | 60,27    | 75,13    | 16.      | kiesett  | kiesett  | kiesett  | kiesett  | kiesett  | kiesett  | kiesett  | 16.                      |
| Bradley Wilson | Férfi       | nem ért célba | nem ért célba | nem ért célba | nem ért célba | 25,29     | 58,29     | 72,94     | 15.       | kiesett  | kiesett  | kiesett  | kiesett  | kiesett  | kiesett  | kiesett  | kiesett  | kiesett  | kiesett  | kiesett  | 25.                      |
| Olivia Giaccio | Női         | 29,56         | 63,42         | 78,11         | 4.            | kiemelt   | kiemelt   | kiemelt   | kiemelt   | 29,73    | 63,87    | 78,37    | 5.       | 29,50    | 62,81    | 77,57    | 6.       | 29,60    | 60,97    | 75,61    | 6.                       |
| Jaelin Kauf    | Női         | 26,97         | 61,54         | 79,15         | 3.            | kiemelt   | kiemelt   | kiemelt   | kiemelt   | 27,00    | 65,75    | 79,32    | 4.       | 26,49    | 61,97    | 80,12    | 2.       | 26,37    | 62,00    | 80,28    | 2. helyezett, ezüstérmes |
| Kai Owens      | Női         | nem indult    | nem indult    | nem indult    | nem indult    | 29,67     | 55,36     | 69,92     | 8.        | 28,34    | 59,20    | 75,26    | 6.       | 28,54    | 49,65    | 65,49    | 10.      | kiesett  | kiesett  | kiesett  | 10.                      |
| Hannah Soar    | Női         | 29,25         | 59,49         | 74,53         | 7.            | kiemelt   | kiemelt   | kiemelt   | kiemelt   | 29,70    | 59,17    | 73,70    | 11.      | 28,95    | 59,78    | 75,16    | 7.       | kiesett  | kiesett  | kiesett  | 7.                       |

Krossz
| Versenyző      | Versenyszám | Rangsorolás | Rangsorolás | Nyolcaddöntő | Negyeddöntő | Elődöntő | Döntő    | Helyezés |
| Versenyző      | Versenyszám | Idő         | Hely.       | Helyezés     | Helyezés    | Helyezés | Helyezés | Helyezés |
| -------------- | ----------- | ----------- | ----------- | ------------ | ----------- | -------- | -------- | -------- |
| Tyler Wallasch | Férfi       | 1:13,55     | 24.         | 4.           | kiesett     | kiesett  | kiesett  | 28.      |

## Sífutás
Távolsági
Férfi
| Versenyző                                              | Versenyszám     | Klasszikus | Klasszikus | Szabad  | Szabad | Összesen  | Összesen |
| Versenyző                                              | Versenyszám     | Idő        | Hely.      | Idő     | Hely.  | Idő       | Helyezés |
| ------------------------------------------------------ | --------------- | ---------- | ---------- | ------- | ------ | --------- | -------- |
| Ben Ogden                                              | 15 km           |            |            |         |        | 41:29,8   | 42.      |
| JC Schoonmaker                                         | 15 km           |            |            |         |        | 43:31,6   | 66.      |
| Scott Patterson                                        | 15 km           |            |            |         |        | 41:23,1   | 38.      |
| Scott Patterson                                        | 30 km           | 41:17,4    | 19         | 38:18,9 | 4      | 1:20:10,0 | 11.      |
| Scott Patterson                                        | 50 km           |            |            |         |        | 1:12:06,6 | 8.       |
| Gus Schumacher                                         | 15 km           |            |            |         |        | 41:53,4   | 48.      |
| Gus Schumacher                                         | 30 km           | 42:26,3    | 38         | 42:16,6 | 44     | 1:25:14,3 | 39.      |
| Kevin Bolger Luke Jager Scott Patterson Gus Schumacher | 4 × 10 km váltó |            |            |         |        | 2:02:56,3 | 9.       |

Női
| Versenyző                                                | Versenyszám    | Klasszikus | Klasszikus | Szabad  | Szabad | Összesen  | Összesen                 |
| Versenyző                                                | Versenyszám    | Idő        | Hely.      | Idő     | Hely.  | Idő       | Helyezés                 |
| -------------------------------------------------------- | -------------- | ---------- | ---------- | ------- | ------ | --------- | ------------------------ |
| Rosie Brennan                                            | 10 km          |            |            |         |        | 29:28,6   | 13.                      |
| Rosie Brennan                                            | 15 km          | 23:32,0    | 13         | 22:48,8 | 15     | 47:05,4   | 14.                      |
| Rosie Brennan                                            | 30 km          |            |            |         |        | 1:27:32,7 | 6.                       |
| Jessie Diggins                                           | 10 km          |            |            |         |        | 29:15,1   | 8.                       |
| Jessie Diggins                                           | 15 km          | 23:26,4    | 11         | 21:01,8 | 1      | 45:04,2   | 6.                       |
| Jessie Diggins                                           | 30 km          |            |            |         |        | 1:26:37,3 | 2. helyezett, ezüstérmes |
| Julia Kern                                               | 15 km          | 26:31,7    | 53         | 24:53,7 | 55     | 52:05,5   | 53.                      |
| Sophia Laukli                                            | 30 km          |            |            |         |        | 1:31:21,2 | 15.                      |
| Novie McCabe                                             | 10 km          |            |            |         |        | 30:34,9   | 24.                      |
| Novie McCabe                                             | 30 km          |            |            |         |        | 1:31:22,5 | 18.                      |
| Hailey Swirbul                                           | 10 km          |            |            |         |        | 31:05,3   | 32.                      |
| Hailey Swirbul                                           | 15 km          | 24:17,6    | 22         | 24:45,2 | 54     | 49:42,5   | 40.                      |
| Rosie Brennan Jessie Diggins Novie McCabe Hailey Swirbul | 4 × 5 km váltó |            |            |         |        | 55:09,2   | 6.                       |

Sprint
| Versenyző                    | Versenyszám         | Selejtező | Selejtező | Negyeddöntő | Negyeddöntő | Elődöntő | Elődöntő | Döntő    | Helyezés                 |
| Versenyző                    | Versenyszám         | Idő       | Hely.     | Idő         | Hely.       | Idő      | Hely.    | Idő      | Helyezés                 |
| ---------------------------- | ------------------- | --------- | --------- | ----------- | ----------- | -------- | -------- | -------- | ------------------------ |
| Kevin Bolger                 | Férfi egyéni sprint | 2:52,50   | 22.       | 2:58,54     | 4.          | kiesett  | kiesett  | kiesett  | 17.                      |
| Luke Jager                   | Férfi egyéni sprint | 2:54,44   | 30.       | 2:59,14     | 5.          | kiesett  | kiesett  | kiesett  | 25.                      |
| Ben Ogden                    | Férfi egyéni sprint | 2:52,21   | 19.       | 2:53,00     | 4.          | 2:53,41  | 6.       | kiesett  | 12.                      |
| JC Schoonmaker               | Férfi egyéni sprint | 2:51,15   | 13.       | 2:58,13     | 3.          | kiesett  | kiesett  | kiesett  | 15.                      |
| Ben Ogden JC Schoonmaker     | Férfi csapatsprint  |           |           |             |             | 20:11,42 | 6.       | 20:28,07 | 9.                       |
| Rosie Brennan                | Női egyéni sprint   | 3:14,83   | 2.        | 3:17,90     | 2.          | 3:13,29  | 4.       | 3:14,17  | 4.                       |
| Jessie Diggins               | Női egyéni sprint   | 3:17,72   | 5.        | 3:16,30     | 1.          | 3:15,63  | 2.       | 3:12,84  | 3. helyezett, bronzérmes |
| Hannah Halvorsen             | Női egyéni sprint   | 3:29,13   | 43.       | kiesett     | kiesett     | kiesett  | kiesett  | kiesett  | 43.                      |
| Julia Kern                   | Női egyéni sprint   | 3:20,69   | 14.       | 3:21,68     | 4.          | kiesett  | kiesett  | kiesett  | 18.                      |
| Rosie Brennan Jessie Diggins | Női csapatsprint    |           |           |             |             | 23:06,1  | 2.       | 22:22,7  | 5.                       |

## Síugrás
Férfi
| Versenyző                                                | Versenyszám   | Selejtező | Selejtező | Selejtező | 1. ugrás | 1. ugrás | 1. ugrás | 2. ugrás | 2. ugrás | 2. ugrás | Összesítés | Összesítés |
| Versenyző                                                | Versenyszám   | Táv       | Pont      | Hely.     | Táv      | Pont     | Hely.    | Táv      | Pont     | Hely.    | Pont       | Helyezés   |
| -------------------------------------------------------- | ------------- | --------- | --------- | --------- | -------- | -------- | -------- | -------- | -------- | -------- | ---------- | ---------- |
| Kevin Bickner                                            | Normálsánc    | 78,0      | 61,8      | 43.       | 95,0     | 108,1    | 43.      | kiesett  | kiesett  | kiesett  | kiesett    | kiesett    |
| Kevin Bickner                                            | Nagysánc      | 110,5     | 84,3      | 45.       | 125,0    | 110,0    | 39.      | kiesett  | kiesett  | kiesett  | kiesett    | kiesett    |
| Decker Dean                                              | Normálsánc    | 81,0      | 66,6      | 42.       | 90,0     | 106,6    | 44.      | kiesett  | kiesett  | kiesett  | kiesett    | kiesett    |
| Decker Dean                                              | Nagysánc      | 112,0     | 94,9      | 38.       | 120,0    | 100,9    | 45.      | kiesett  | kiesett  | kiesett  | kiesett    | kiesett    |
| Patrick Gasienica                                        | Normálsánc    | 81,5      | 61,2      | 44.       | 87,0     | 89,8     | 49.      | kiesett  | kiesett  | kiesett  | kiesett    | kiesett    |
| Patrick Gasienica                                        | Nagysánc      | 101,5     | 63,6      | 53.       | kiesett  | kiesett  | kiesett  | kiesett  | kiesett  | kiesett  | kiesett    | kiesett    |
| Casey Larson                                             | Normálsánc    | 79,0      | 69,8      | 41.       | 96,5     | 113,2    | 39.      | kiesett  | kiesett  | kiesett  | kiesett    | kiesett    |
| Casey Larson                                             | Nagysánc      | 116,5     | 89,2      | 43.       | 123,0    | 107,5    | 43.      | kiesett  | kiesett  | kiesett  | kiesett    | kiesett    |
| Kevin Bickner Decker Dean Patrick Gasienica Casey Larson | Csapatverseny |           |           |           | 407,0    | 261.0    | 10.      | kiesett  | kiesett  | kiesett  | kiesett    | kiesett    |

Női
| Versenyző    | Versenyszám | Első forduló | Első forduló | Első forduló | Döntő   | Döntő   | Döntő   | Összesítés | Összesítés |
| Versenyző    | Versenyszám | Táv          | Pont         | Hely.        | Táv     | Pont    | Hely.   | Pont       | Helyezés   |
| ------------ | ----------- | ------------ | ------------ | ------------ | ------- | ------- | ------- | ---------- | ---------- |
| Anna Hoffman | Normálsánc  | 64,5         | 36,2         | 37.          | kiesett | kiesett | kiesett | kiesett    | kiesett    |

## Snowboard
Akrobatika
Férfi
| Versenyző        | Versenyszám | Selejtező | Selejtező | Selejtező | Selejtező     | Selejtező | Döntő    | Döntő    | Döntő    | Döntő         | Helyezés |
| Versenyző        | Versenyszám | 1. futam  | 2. futam  | 3. futam  | Jobb eredmény | Hely.     | 1. futam | 2. futam | 3. futam | Jobb eredmény | Helyezés |
| ---------------- | ----------- | --------- | --------- | --------- | ------------- | --------- | -------- | -------- | -------- | ------------- | -------- |
| Chris Corning    | Big air     | 64,25     | 17,50     | 81,75     | 146,00        | 10.       | 92,00    | 35,50    | 64,00    | 156,00        | 7.       |
| Chris Corning    | Slopestyle  | 48,48     | 69,30     |           | 69,30         | 11.       | 31,58    | 20,78    | 65,11    | 65,11         | 6.       |
| Sean FitzSimons  | Big air     | 53,25     | 68,75     | 16,25     | 122,00        | 17.       | kiesett  | kiesett  | kiesett  | kiesett       | kiesett  |
| Sean FitzSimons  | Slopestyle  | 78,76     | 26,75     |           | 78,76         | 3.        | 29,48    | 29,61    | 26,61    | 29,61         | 12.      |
| Red Gerard       | Big air     | 75,50     | 80,00     | 78,75     | 158,75        | 3.        | 82,50    | 19,25    | 83,25    | 165,75        | 5.       |
| Red Gerard       | Slopestyle  | 78,20     | 43,95     |           | 78,20         | 5.        | 83,25    | 71,86    | 28,65    | 83,25         | 4.       |
| Dusty Henricksen | Big air     | 23,00     | 72,75     | 20,75     | 93,50         | 21.       | kiesett  | kiesett  | kiesett  | kiesett       | kiesett  |
| Dusty Henricksen | Slopestyle  | 37,46     | 58,46     |           | 58,46         | 17.       | kiesett  | kiesett  | kiesett  | kiesett       | kiesett  |
| Lucas Foster     | Halfpipe    | 42,00     | 21,50     |           | 42,00         | 17.       | kiesett  | kiesett  | kiesett  | kiesett       | kiesett  |
| Taylor Gold      | Halfpipe    | 81,25     | 83,50     |           | 83,50         | 7.        | 81,75    | 25,00    | 20,00    | 81,75         | 5.       |
| Chase Josey      | Halfpipe    | 15,75     | 69,50     |           | 69,50         | 12.       | 62,50    | 23,00    | 79,50    | 79,50         | 7.       |
| Shaun White      | Halfpipe    | 24,25     | 86,25     |           | 86,25         | 4.        | 72,00    | 85,00    | 14,75    | 85,00         | 4.       |

Női
| Versenyző       | Versenyszám | Selejtező  | Selejtező  | Selejtező  | Selejtező     | Selejtező  | Döntő    | Döntő    | Döntő    | Döntő         | Helyezés                 |
| Versenyző       | Versenyszám | 1. futam   | 2. futam   | 3. futam   | Jobb eredmény | Hely.      | 1. futam | 2. futam | 3. futam | Jobb eredmény | Helyezés                 |
| --------------- | ----------- | ---------- | ---------- | ---------- | ------------- | ---------- | -------- | -------- | -------- | ------------- | ------------------------ |
| Jamie Anderson  | Big air     | 30,00      | 29,50      | 89,75      | 119,75        | 15.        | kiesett  | kiesett  | kiesett  | kiesett       | kiesett                  |
| Jamie Anderson  | Slopestyle  | 74,35      | 53,26      |            | 74,35         | 5.         | 22,98    | 60,78    | 36,88    | 60,78         | 9.                       |
| Hailey Langland | Big air     | 62,00      | 65,50      | 21,25      | 127,50        | 12.        | 25,25    | 31,00    | 22,25    | 53,25         | 12.                      |
| Hailey Langland | Slopestyle  | 28,31      | 68,71      |            | 68,71         | 9.         | 32,05    | 48,35    | 29,93    | 48,35         | 11.                      |
| Julia Marino    | Big air     | nem indult | nem indult | nem indult | nem indult    | nem indult | kiesett  | kiesett  | kiesett  | kiesett       | kiesett                  |
| Julia Marino    | Slopestyle  | 2,91       | 71,78      |            | 71,78         | 6.         | 30,61    | 87,68    | 60,35    | 87,68         | 2. helyezett, ezüstérmes |
| Courtney Rummel | Big air     | 44,75      | 56,25      | 38,75      | 101,00        | 19.        | kiesett  | kiesett  | kiesett  | kiesett       | kiesett                  |
| Courtney Rummel | Slopestyle  | 37,18      | 48,30      |            | 48,30         | 18.        | kiesett  | kiesett  | kiesett  | kiesett       | kiesett                  |
| Zoe Kalapos     | Halfpipe    | 20,00      | 51,75      |            | 51,75         | 17.        | kiesett  | kiesett  | kiesett  | kiesett       | kiesett                  |
| Chloe Kim       | Halfpipe    | 87,75      | 8,75       |            | 87,75         | 1.         | 94,00    | 27,00    | 26,25    | 94,00         | 1. helyezett, aranyérmes |
| Maddie Mastro   | Halfpipe    | 65,75      | 51,50      |            | 66,75         | 13.        | kiesett  | kiesett  | kiesett  | kiesett       | kiesett                  |
| Tessa Maud      | Halfpipe    | 53,50      | 10,00      |            | 53,50         | 16.        | kiesett  | kiesett  | kiesett  | kiesett       | kiesett                  |

Parallel giant slalom
| Versenyző    | Versenyszám | Selejtező | Selejtező | Nyolcaddöntő      | Negyeddöntő       | Elődöntő          | Döntő             | Helyezés |
| Versenyző    | Versenyszám | Idő       | Hely.     | Ellenfél Eredmény | Ellenfél Eredmény | Ellenfél Eredmény | Ellenfél Eredmény | Helyezés |
| ------------ | ----------- | --------- | --------- | ----------------- | ----------------- | ----------------- | ----------------- | -------- |
| Robby Burns  | Férfi       | 1:36,22   | 31.       | kiesett           | kiesett           | kiesett           | kiesett           | 31.      |
| Cody Winters | Férfi       | 1:27,80   | 29.       | kiesett           | kiesett           | kiesett           | kiesett           | 29.      |

Snowboard cross
| Versenyző                           | Versenyszám | Rangsorolás | Rangsorolás | Nyolcaddöntő | Negyeddöntő   | Elődöntő | Döntő       | Helyezés                 |
| Versenyző                           | Versenyszám | Idő         | Hely.       | Helyezés     | Helyezés      | Helyezés | Helyezés    | Helyezés                 |
| ----------------------------------- | ----------- | ----------- | ----------- | ------------ | ------------- | -------- | ----------- | ------------------------ |
| Nick Baumgartner                    | Férfi       | 1:18,01     | 10.         | 2.           | 3.            | kiesett  | kiesett     | 10.                      |
| Mick Dierdorff                      | Férfi       | 1:18,64     | 20.         | 1.           | nem ért célba | kiesett  | kiesett     | 15.                      |
| Hagen Kearney                       | Férfi       | 1:17,81     | 7.          | 3.           | kiesett       | kiesett  | kiesett     | 17.                      |
| Jake Vedder                         | Férfi       | 1:17,88     | 18.         | 1.           | 2.            | 3.       | Kisdöntő 2. | 6.                       |
| Stacy Gaskill                       | Női         | 1:23,14     | 4.          | 1.           | 2.            | 4.       | Kisdöntő 3. | 7.                       |
| Faye Gulini                         | Női         | 1:23,98     | 7.          | 1.           | 4.            | kiesett  | kiesett     | 13.                      |
| Lindsey Jacobellis                  | Női         | 1:23,44     | 5.          | 1.           | 1.            | 1.       | 1.          | 1. helyezett, aranyérmes |
| Meghan Tierney                      | Női         | 1:25,16     | 16.         | 2.           | 3.            | kiesett  | kiesett     | 12.                      |
| Nick Baumgartner Lindsey Jacobellis | Vegyes      |             |             |              | 1.            | 2.       | 1.          | 1. helyezett, aranyérmes |
| Faye Gulini Jake Vedder             | Vegyes      |             |             |              | 3.            | kiesett  | kiesett     | =9.                      |

## Szánkó
| Versenyző                      | Versenyszám | 1. futam | 1. futam | 2. futam | 2. futam | 3. futam | 3. futam | 4. futam | 4. futam | Összesítés | Összesítés |
| Versenyző                      | Versenyszám | Idő      | Hely.    | Idő      | Hely.    | Idő      | Hely.    | Idő      | Hely.    | Idő        | Helyezés   |
| ------------------------------ | ----------- | -------- | -------- | -------- | -------- | -------- | -------- | -------- | -------- | ---------- | ---------- |
| Johnny Guastafson              | Férfi egyes | 57,845   | 13.      | 59,330   | 27.      | 58,496   | 20.      | 58,275   | 18.      | 3:53,946   | 19.        |
| Chris Mazdzer                  | Férfi egyes | 57,780   | 10.      | 58,039   | 9.       | 57,779   | 10.      | 57,779   | 10.      | 3:51,377   | 8.         |
| Tucker West                    | Férfi egyes | 58,079   | 15.      | 57,831   | 8.       | 58,534   | 21.      | 57,916   | 13.      | 3:52,360   | 13.        |
| Summer Britcher                | Női egyes   | 1:00,986 | 29.      | 59,156   | 15.      | 59,152   | 20.      | kiesett  | kiesett  | 2:59,294   | 23.        |
| Ashley Farquharson             | Női egyes   | 59,972   | 26.      | 59,024   | 8.       | 58,768   | 8.       | 58,643   | 7.       | 3:56,407   | 12.        |
| Emily Sweeney                  | Női egyes   | 58,971   | 10.      | 1:02,439 | 32.      | 58,882   | 12.      | kiesett  | kiesett  | 3:00,292   | 26.        |
| Zack Digregorio Sean Hollander | Kettes      | 59,389   | 12.      | 59,126   | 10.      |          |          |          |          | 1:58,515   | 11.        |

| Versenyző                                                       | Versenyszám  | Női      | Női   | Férfi    | Férfi | Kettes   | Kettes | Összesítés | Összesítés |
| Versenyző                                                       | Versenyszám  | Idő      | Hely. | Idő      | Hely. | Idő      | Hely.  | Idő        | Helyezés   |
| --------------------------------------------------------------- | ------------ | -------- | ----- | -------- | ----- | -------- | ------ | ---------- | ---------- |
| Ashley Farquharson Chris Mazdzer Zack Digregorio Sean Hollander | Vegyes váltó | 1:00,332 | 4.    | 1:00,119 | 6.    | 1:01,182 | 9.     | 3:05,741   | 7.         |

## Szkeleton
| Versenyző       | Versenyszám | 1. futam | 1. futam | 2. futam | 2. futam | 3. futam | 3. futam | 4. futam | 4. futam | Összesítés | Összesítés |
| Versenyző       | Versenyszám | Idő      | Hely.    | Idő      | Hely.    | Idő      | Hely.    | Idő      | Hely.    | Idő        | Helyezés   |
| --------------- | ----------- | -------- | -------- | -------- | -------- | -------- | -------- | -------- | -------- | ---------- | ---------- |
| Andrew Blaser   | Férfi       | 1:01,80  | 20.      | 1:02,08  | 21.      | 1:02,10  | 22.      | kiesett  | kiesett  | 3:05,98    | 21.        |
| Kelly Curtis    | Női         | 1:02,94  | 19.      | 1:03,05  | 16.      | 1:03.24  | 23.      | kiesett  | kiesett  | 3:09.23    | 21.        |
| Katie Uhlaender | Női         | 1:02,41  | 9.       | 1:02,46  | 8.       | 1:02.15  | 6.       | 1:02.21  | 5.       | 4:09.23    | 6.         |